# Nikola Tesla

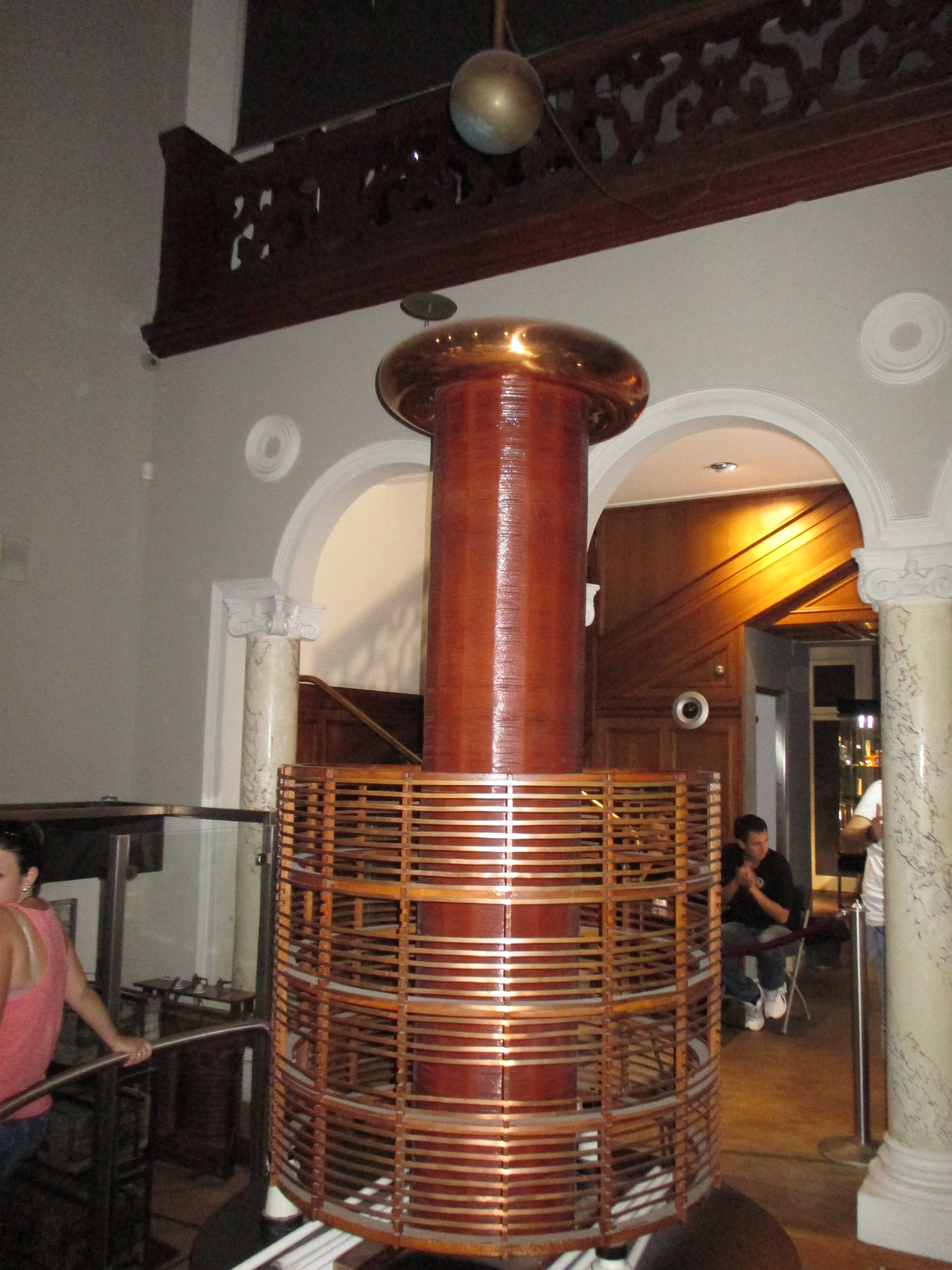
Museo Nikola Tesla

Nikola Tesla (Smiljan, Imperio austríaco, actual Croacia; 10 de julio de 1856-Nueva York, 7 de enero de 1943) fue un inventor, ingeniero eléctrico y mecánico serbio nacionalizado estadounidense, célebre por sus contribuciones al diseño del moderno suministro de electricidad de corriente alterna (CA).
Tesla, que nació y se crio en el Imperio austríaco, estudió ingeniería y física en la década de 1870 sin obtener un título, aunque adquirió experiencia práctica a principios de la década de 1880 trabajando en telefonía para la empresa Continental Edison, que por entonces lideraba la nueva industria de la energía eléctrica. En 1884 emigró a Estados Unidos, donde adquirió la doble nacionalidad. Trabajó durante un corto tiempo en Edison Machine Works en Nueva York antes de emprender el camino por su cuenta. Con la ayuda de socios para financiar y comercializar sus ideas, Tesla fundó laboratorios y empresas en Nueva York para desarrollar dispositivos eléctricos y mecánicos. Su motor asíncrono de corriente alterna (CA) y las patentes relacionadas con el sistema polifásico, licenciadas por Westinghouse Electric en 1888, le reportaron grandes sumas de dinero y además se convirtieron en la piedra angular del sistema polifásico finalmente comercializado por esta empresa.
Tesla adquirió fama como inventor, mostrando en su laboratorio los logros a numerosas personalidades y patrocinadores adinerados, además de sobresalir por su talento para el espectáculo en conferencias públicas. A lo largo de la década de 1890, Tesla siguió investigando sobre la iluminación inalámbrica y la distribución inalámbrica de energía eléctrica por todo el mundo a través de sus experimentos con energía de alta tensión y alta frecuencia en Nueva York y Colorado Springs. Construyó uno de los primeros barcos con control remoto inalámbrico. En 1893 anunció la posibilidad de establecer comunicación inalámbrica con sus dispositivos y trató de ponerlo en práctica en su proyecto inconcluso de la Wardenclyffe Tower, un transmisor de potencia y comunicación inalámbrica intercontinental, pero le retiraron la financiación económica que recibía ante la falta de progresos.
Después de 1910 se involucró en proyectos con escaso éxito. Murió en esa ciudad en enero de 1943. El trabajo de Tesla cayó en un relativo olvido después de su muerte, pero en 1960 la unidad de inducción electromagnética en el Sistema Internacional de Unidades fue nombrada tesla en su honor. Desde la década de 1990 hay un claro resurgimiento del reconocimiento de sus aportaciones a la ingeniería.

## Semblanza general
Nikola Tesla, de etnia serbia, nació en el pueblo de Smiljan (actualmente en Croacia), en el entonces Imperio austrohúngaro, y tiempo después se nacionalizaría estadounidense.
Tras su demostración de la comunicación inalámbrica por medio de ondas de radio en 1894 y después de su victoria en la guerra de las corrientes, se le reconoció ampliamente como uno de los más grandes ingenieros eléctricos de los Estados Unidos. Durante este periodo la fama de Tesla rivalizaba con la de cualquier inventor o científico de la historia o la cultura popular, pero debido a su personalidad excéntrica y a sus afirmaciones increíbles —a veces totalmente inverosímiles, y en ocasiones, falsas— acerca del posible desarrollo de innovaciones científicas y tecnológicas, Tesla terminó relegado al ostracismo y considerado un científico loco. Nunca prestó especial atención a sus finanzas y se dice que murió empobrecido a los 86 años.
Además de su trabajo en electromagnetismo e ingeniería electromecánica, el trabajo de Tesla más tarde sirvió en diferente medida al desarrollo de la robótica, el control remoto, el radar, las ciencias de la computación, la balística, la física nuclear y la física teórica. Llevó adelante estudios que permitirían desarrollar la radio, pero nunca desarrolló este concepto debido a que no entendía del todo la física inherente a este fenómeno. Posteriormente, cuando Guillermo Marconi reclamó los derechos de uso de la radio en plena Segunda Guerra Mundial, la Corte Suprema de los Estados Unidos rechazó la solicitud, incluyendo en su decisión la restauración de ciertas patentes previas a la de Marconi, entre ellas algunas de Tesla.
La unidad de medida del campo magnético (B) del Sistema Internacional de Unidades (también denominado densidad de flujo magnético o inducción magnética), el tesla (T), fue llamado así en su honor en la Conferencia General de Pesas y Medidas de París en 1960.
Su personalidad, su carácter excéntrico y la historia de su experimento sobre transmisión inalámbrica, son utilizados por aficionados a las teorías conspirativas para justificar varias pseudociencias, atribuyéndole inventos, hechos o investigaciones que no se corresponden con la realidad.

## Primeros años
|  |  |

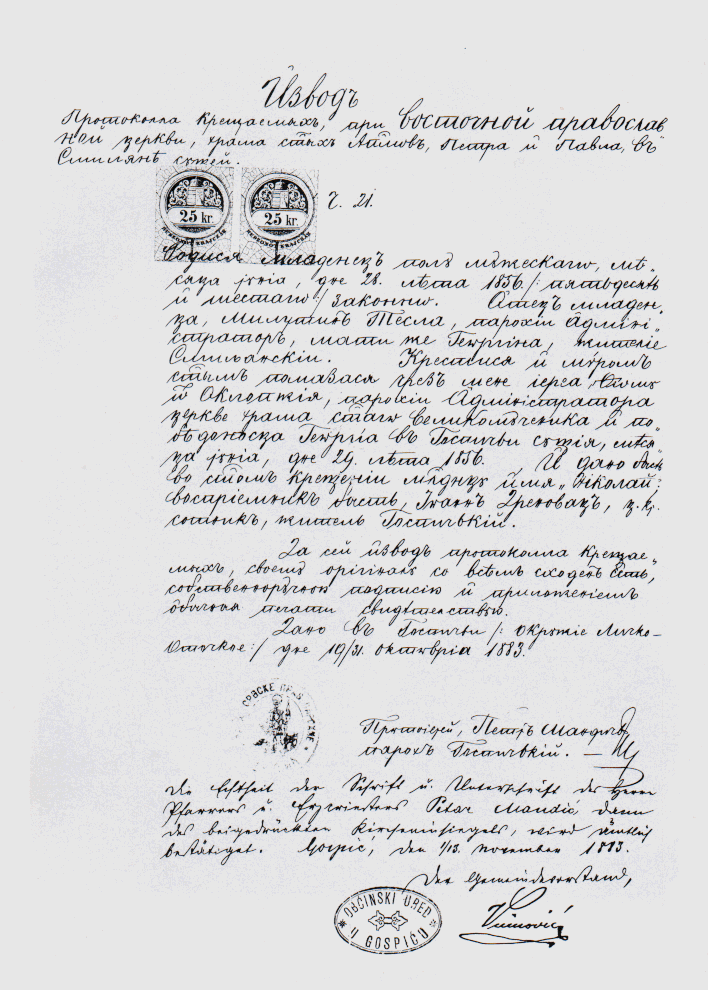
Partida de nacimiento de Tesla (1883)

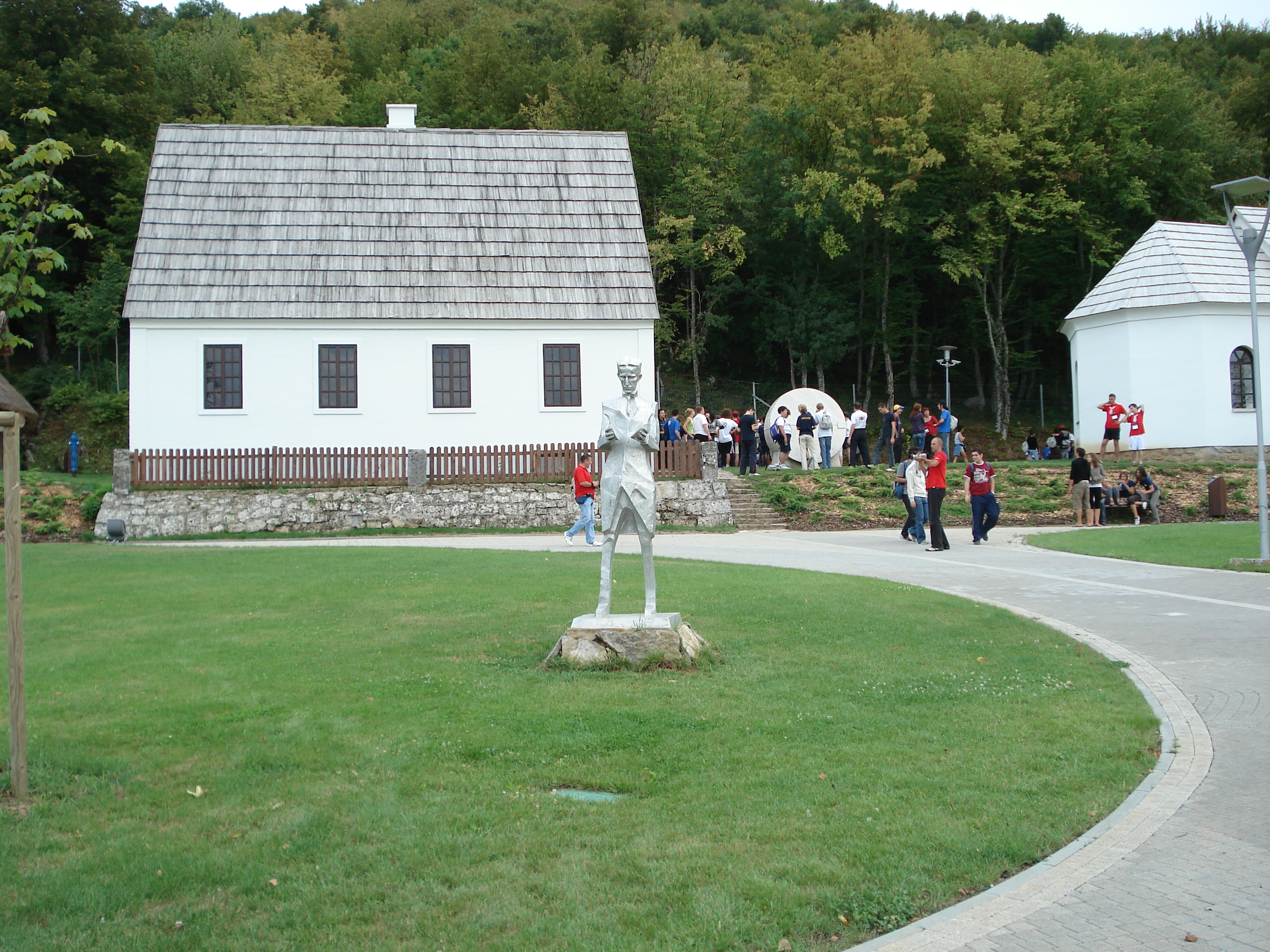
Reconstrucción de la casa natal de Tesla. Centro Memorial Nikola Tesla en Similjan, Croacia.

Nikola Tesla era hijo de padres serbios. Nació en el pueblo de Smiljan, en el Imperio austrohúngaro, cerca de la ciudad de Gospić, perteneciente al territorio de la actual Croacia. Su certificado de bautismo afirma que nació el 28 de junio de 1856 del calendario juliano, correspondiente al 10 de julio del calendario gregoriano en uso actualmente. Su padre fue Milutin Tesla, sacerdote de la iglesia ortodoxa serbia en la jurisdicción de Sremski Karlovci, y su madre, Đuka Mandić, ama de casa de ascendencia serbia, que dedicaba parte de su tiempo como científica autodidacta al desarrollo de pequeños aparatos caseros.
Se cree que su origen paterno proviene de alguno de los clanes serbios del valle del río Tara, o bien del noble herzegovino Pavle Orlović. Su madre, Đuka, provenía de una familia ortodoxa domiciliada en Lika y Banija, pero con profundos orígenes en Kosovo. Era competente fabricando herramientas artesanales caseras y había aprendido de memoria numerosos poemas épicos serbios, pero nunca aprendió a leer.
La familia se trasladó a Gospić en 1862. Tesla asistió al gymnasium de Karlovac, donde completó el plan de estudios de cuatro años en tres.
Más tarde comenzó los estudios de ingeniería eléctrica en la Universidad de Graz, en la ciudad del mismo nombre, en 1875. Mientras estuvo allí, estudió los usos de la corriente alterna. Algunas fuentes afirman que se licenció por la Universidad de Graz, aunque la universidad afirma que no recibió ningún grado y que no continuó más allá del segundo semestre del tercer año, durante el cual dejó de asistir a las clases.
Respecto a su época en Graz, Tesla afirmaba que "trabajaba desde las 3-a.m. a las 11-p.m., incluso domingos y días festivos". Después de la muerte de su padre en 1879, Tesla encontró un paquete de cartas de sus profesores a su padre, advirtiéndole de que, a menos que lo sacaran de la escuela, su hijo moriría por exceso de trabajo. Al final de su segundo año perdió su beca y se volvió adicto al juego. Durante su tercer año perdió su asignación y el dinero de su matrícula, aunque más adelante se recuperó de sus pérdidas iniciales y devolvió el saldo a su familia. Afirmaba que "pudo dominar [su] pasión en ese momento", pero más tarde en los EE. UU. fue nuevamente conocido por jugar al billar.
En diciembre de 1878 abandonó Graz y dejó de relacionarse con sus familiares. Sus amigos pensaban que se había ahogado en el río Mura. Se dirigió a Maribor (hoy Eslovenia), donde obtuvo su primer empleo como ayudante de ingeniería, trabajo que desempeñó durante un año. Durante este periodo sufrió una crisis nerviosa. Posteriormente fue persuadido por su padre para continuar sus estudios en la Universidad Carolina en Praga, a la que asistió durante el verano de 1880. Allí fue influido por Ernst Mach. Sin embargo, después de que su padre falleciera dejó la Universidad, completando solamente un curso.
Tesla pasaba el tiempo leyendo muchas obras y memorizando libros completos, ya que supuestamente poseía una memoria fotográfica. En su autobiografía relató que en ciertas ocasiones experimentó determinados momentos de inspiración. Durante su infancia sufrió varios episodios de una enfermedad muy peculiar, que le provocaba que cegadores haces de luz apareciese ante sus ojos, a menudo acompañados de alucinaciones. Normalmente las visiones estaban asociadas a una palabra o idea que le rondaba la cabeza. Otras veces, estas le daban la solución a problemas que se le habían planteado. Simplemente con escuchar el nombre de un objeto era capaz de visualizarlo de forma muy realista. Actualmente la sinestesia presenta síntomas similares. Tesla podía visualizar una invención en su cerebro con precisión extrema, incluyendo todas las dimensiones, antes de iniciar la etapa de construcción; una técnica algunas veces conocida como pensamiento visual. No solía dibujar esquemas; en lugar de eso concebía todas las ideas solo con la mente. También en ocasiones tenía reminiscencias de hechos que le habían sucedido previamente en su vida, fenómeno este que se inició durante su infancia.
En 1880 se trasladó a Budapest para trabajar bajo las órdenes de Tivadar Puskás en una compañía de telégrafos, la compañía nacional de teléfonos. Allí conoció a Nebojša Petrović, un joven inventor serbio que vivía en Austria. A pesar de que su encuentro fue breve, trabajaron juntos en un proyecto usando turbinas gemelas para generar energía continua. Para cuando se produjo la apertura de la central telefónica en 1881 en Budapest, Tesla se había convertido en el jefe de electricistas de la compañía, y fue más tarde ingeniero del primer sistema telefónico del país. También desarrolló un dispositivo que, de acuerdo con ciertas fuentes, era un repetidor telefónico o amplificador, pero que, según otros, pudo haber sido el primer altavoz.

### Trabajador de la Compañía Edison

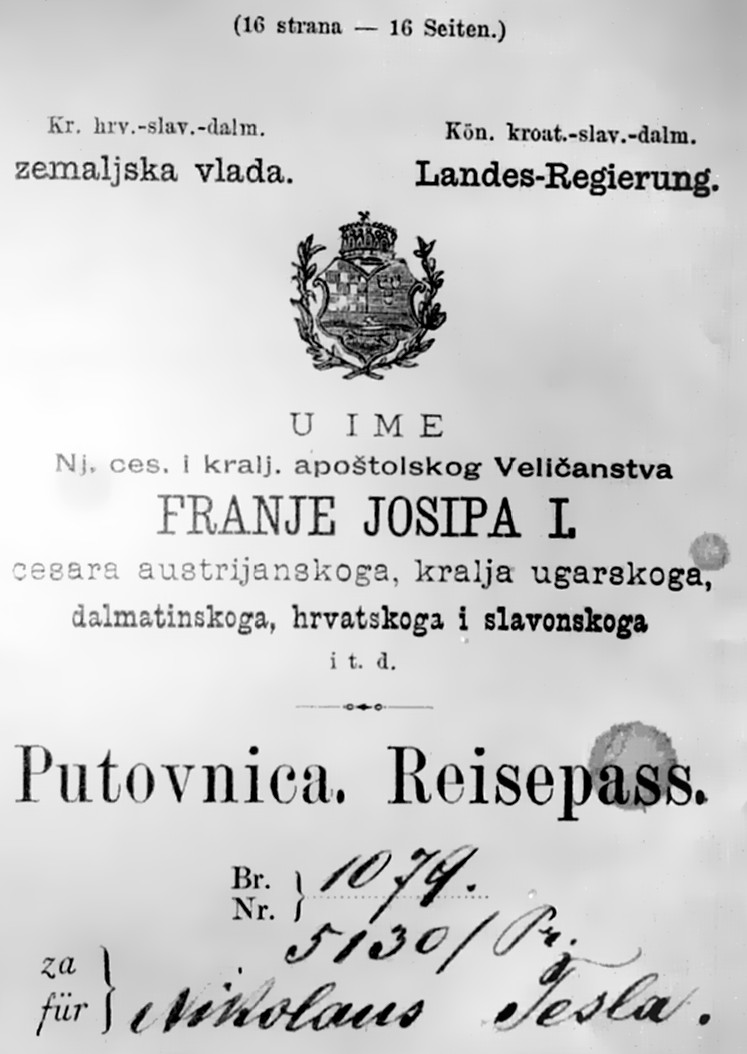
Pasaporte de Nikola Tesla, página 1, (1883)

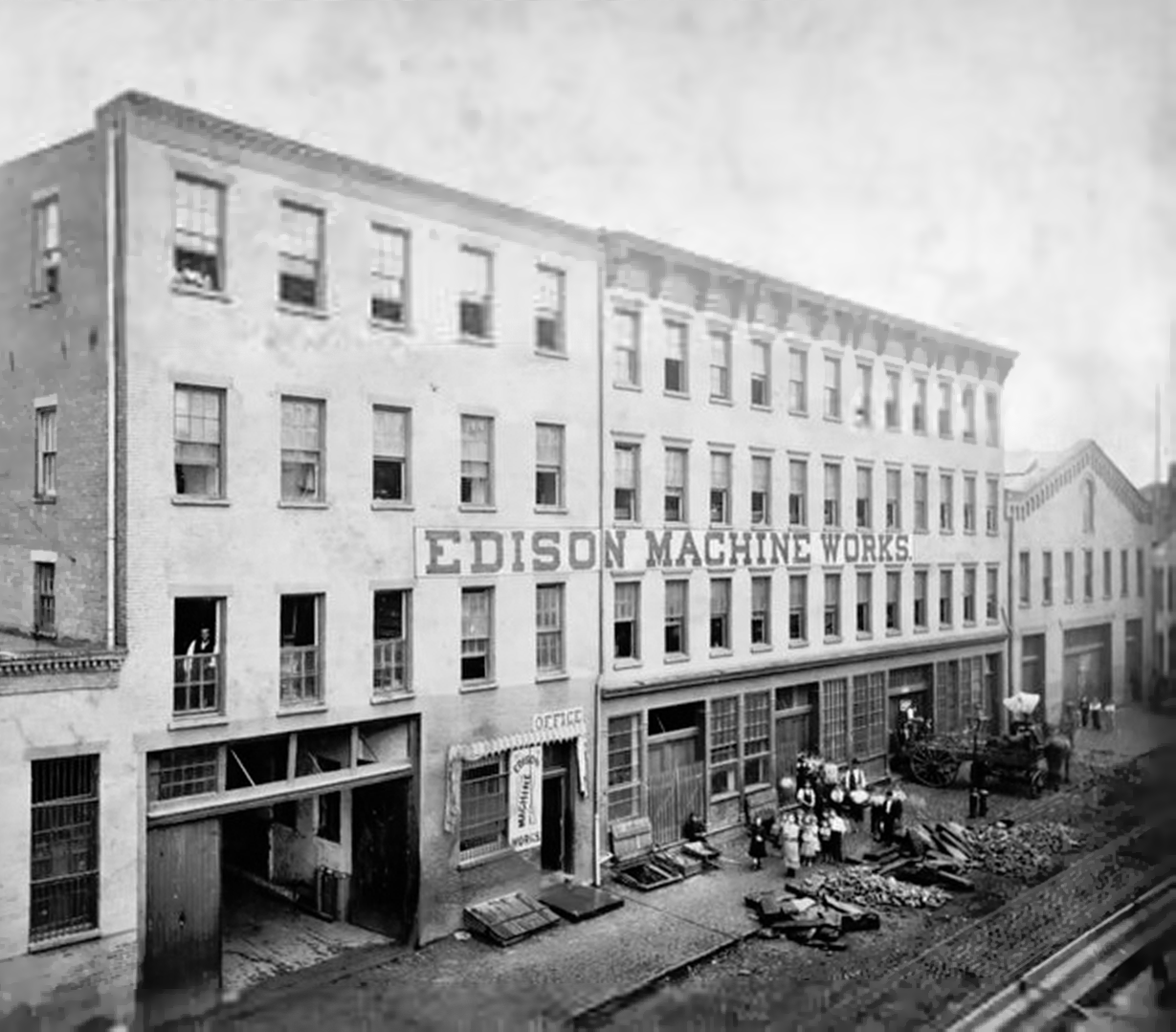
Talleres de Maquinaria Edison en Goerck Street, Nueva York, donde Tesla trabajó a su llegada a Estados Unidos.

En 1882 se trasladó a París, Francia, para trabajar como ingeniero en la Continental Edison Company (una de las compañías de Thomas Alva Edison), diseñando mejoras para el equipo eléctrico traído del otro lado del océano gracias a las ideas de Edison. Según su biografía, en el mismo año concibió el motor de inducción e inició el desarrollo de varios dispositivos que usaban el campo magnético rotativo, por los cuales recibió patentes en 1888.
Poco después, Tesla despertó de un sueño en el cual su madre había muerto, «y yo supe que eso había sucedido». Tras esto cayó enfermo. Permaneció dos o tres semanas recuperándose en Gospić y en el pueblo de Tomingaj, cerca de Gračac, el lugar de nacimiento de su madre.
En junio de 1884 llegó por primera vez a los Estados Unidos, a la ciudad de Nueva York, con poco más que una carta de recomendación de Charles Batchelor, un antiguo empleador. En la carta de recomendación a Thomas Edison, Batchelor escribió: «conozco a dos grandes hombres, usted es uno de ellos; el otro es este joven». Edison contrató a Tesla para trabajar en su Edison Machine Works. Empezó a trabajar para Edison como un simple ingeniero eléctrico, resolviendo algunos de los problemas de la compañía.
La compañía de Edison había instalado varias dinamos en el SS Oregon, en aquel momento uno de los transatlánticos más rápidos y el primer barco en contar con electricidad a bordo, empleada para la iluminación de la nave. En 1884 las dinamos se dañaron, lo que retrasó la salida del buque de Nueva York. Tesla se presentó voluntario para realizar la reparación, y estuvo trabajando toda la noche para lograr hacer funcionar de nuevo las dinamos, gracias a lo cual recibió las felicitaciones de Edison a la mañana siguiente.
La carrera de Tesla progresó rápidamente. Se le ofreció incluso la tarea de rediseñar completamente los generadores de corriente continua de la compañía de Edison. Tesla afirmaba que le ofrecieron 50 000 dólares (~ 1,1 millones en 2007, ajustado por la inflación) por rediseñar los ineficientes motores y generadores de Edison, mejorando tanto su servicio como su economía. En 1885, cuando Tesla preguntó acerca de su remuneración, Edison replicó: "Tesla, usted no entiende nuestro humor estadounidense", rompiendo así su palabra. Con un sueldo de solo USD 18 a la semana, tendría que haber trabajado 53 años para reunir el dinero que le fue prometido; la oferta era igual al capital inicial de la compañía. Renunció a su empleo de inmediato cuando se le denegó aumentar su salario a USD 25 semanales.
Así pues, poco después, necesitado de trabajo, se encontró a sí mismo cavando zanjas para la compañía de Edison por un corto periodo de tiempo, que aprovechó para concentrarse en su sistema polifásico de corriente alterna.

### Tesla Electric Light & Manufacturing

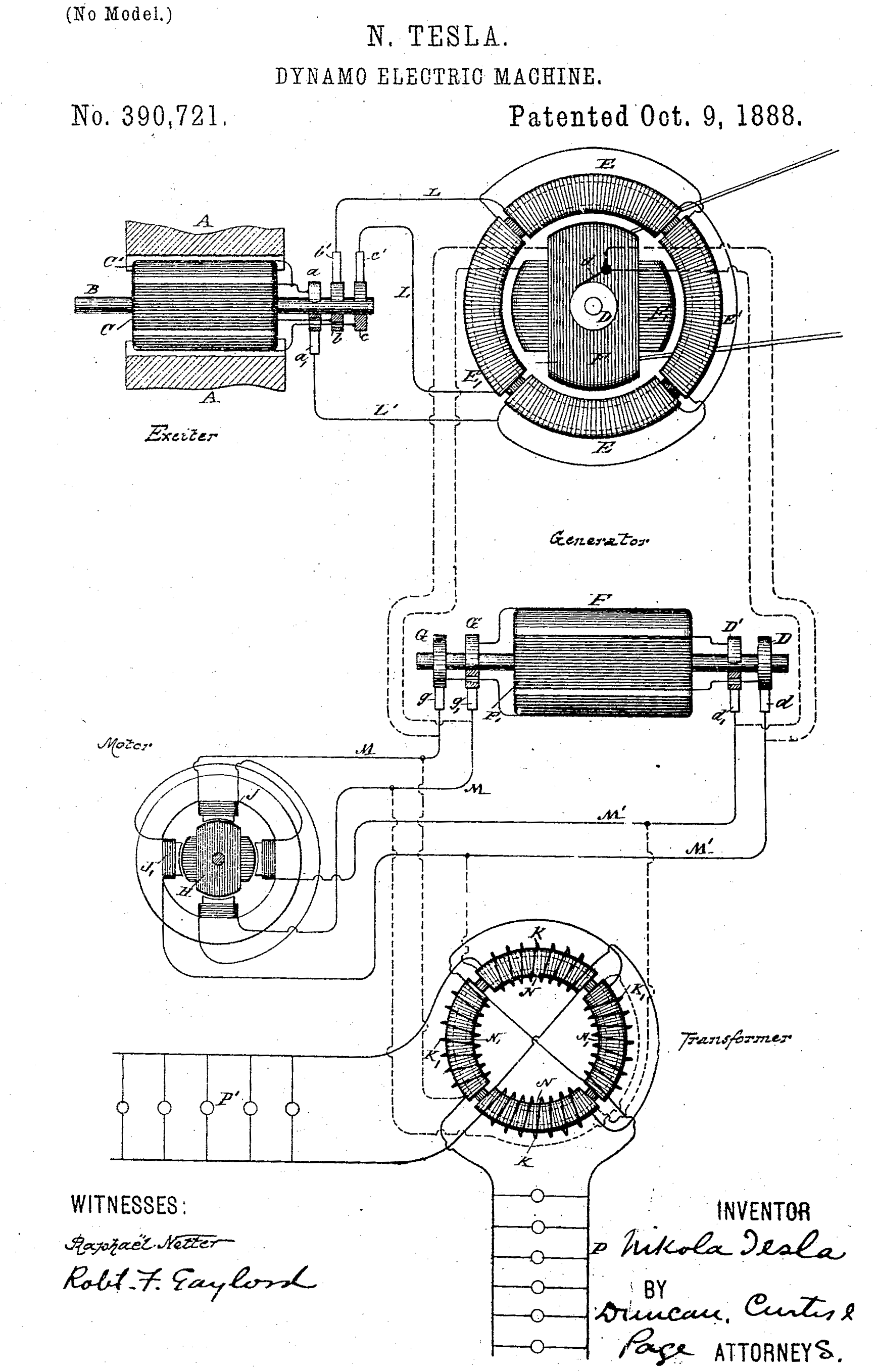
Generador eléctrico de Nikola Tesla para producir corriente alterna, usado para trasportar energía a gran distancia, según la patente.

Campo magnético rotativo de tres fases.

En 1886, Tesla fundó su propia compañía, la Tesla Electric Light & Manufacturing. Los primeros inversores no estuvieron de acuerdo con sus planes para el desarrollo de un motor de corriente alterna y finalmente lo relevaron de su puesto en la compañía. Trabajó como obrero en Nueva York de 1886 a 1887 para mantenerse y reunir capital para su próximo proyecto. En 1887 construyó un motor de inducción sin escobillas, alimentado con corriente alterna, que presentó en el American Institute of Electrical Engineers (Instituto Americano de Ingenieros Eléctricos), actualmente IEEE (Instituto de Ingenieros Eléctricos y Electrónicos) en 1888. Sin embargo, Galileo Ferraris había desarrollado el mismo diseño varios meses antes de manera independiente. En el mismo año desarrolló el principio de su bobina de Tesla, y comenzó a trabajar con George Westinghouse en la Westinghouse Electric & Manufacturing Company's en los laboratorios de Pittsburgh. Westinghouse escuchó sus ideas sobre sistemas polifásicos, que podrían permitir la trasmisión de corriente alterna a larga distancia.
Conflicto comercial
La demostración de Tesla de su motor de inducción y el posterior otorgamiento de la patente por parte de Westinghouse, ambos en 1888, se produjeron en un momento de competencia extrema entre las compañías eléctricas. Las tres grandes empresas, Westinghouse, Edison y Thompson-Houston, intentaban crecer en una economía capitalista de negocios intensivos, mientras que financieramente se socavaban unas a otras. Incluso hubo una campaña de propaganda, denominada "guerra de las corrientes", con Edison Electric tratando de afirmar que su sistema de corriente continua era mejor y más seguro que el sistema de Westinghouse. Competir en este mercado significaba que Westinghouse no dispondría inmediatamente de los recursos en efectivo o de ingeniería para desarrollar el motor de Tesla y el sistema polifásico relacionado.
Dos años después de firmar el contrato de Tesla, Westinghouse Electric estaba en problemas. El casi colapso de Baring Brothers en Londres desencadenó el pánico financiero de 1890, lo que provocó que los inversores solicitaran sus préstamos a Westinghouse. La repentina escasez de efectivo obligó a la compañía a refinanciar sus deudas. Los nuevos prestamistas exigieron que Westinghouse recortara lo que parecía un gasto excesivo en la adquisición de otras compañías, investigación y patentes, incluidos los derechos acordados por el motor de Tesla. En ese punto, el motor de inducción de Tesla no había tenido éxito y estaba estancado su desarrollo. Westinghouse estaba pagando un canon garantizado de 15 000 dólares por año, aunque los ejemplos operativos del motor todavía no eran habituales, al igual que los sistemas de alimentación polifásicos necesarios para alimentarlos.
A principios de 1891, George Westinghouse explicó sus dificultades financieras a Tesla en términos contundentes, diciéndole que si no cumplía con las demandas de sus prestamistas ya no tendría el control de Westinghouse Electric y Tesla tendría que "tratar con los banqueros" para intentar cobrar sus futuros derechos. Las ventajas de que Westinghouse continuara defendiendo su motor probablemente parecieron obvias a Tesla y aceptó liberar a la empresa de la cláusula de pago del canon del contrato. Seis años después, Westinghouse compraría la patente de Tesla por un pago de 216 000 dólares como parte de un acuerdo de intercambio de patentes firmado con General Electric (una compañía creada a partir de la fusión de Edison y Thompson-Houston en 1892).

## Laboratorios de Nueva York
El dinero que Tesla obtuvo de la licencia de sus patentes de corriente alterna lo hizo económicamente independiente y le proporcionó el tiempo y los fondos necesarios para perseguir sus propios intereses. En 1889, Tesla se mudó de la tienda de Liberty Street que Peck y Brown habían alquilado y durante los siguientes doce años trabajó en una serie de talleres/laboratorios en Manhattan, como un laboratorio en el 175 de Grand Street (1889-1892), el cuarto piso del 33-35 South de la Quinta Avenida (1892-1895), y el sexto y séptimo pisos del 46-48 East de Houston Street (1895-1902). Tesla y su personal contratado realizarían parte de su trabajo más importante en estos talleres.
Ciudadano estadounidense

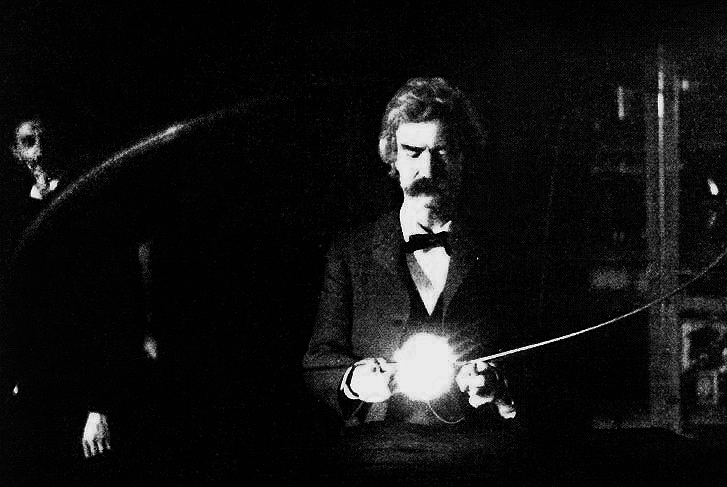
Mark Twain en el laboratorio de Nikola Tesla, (1894). El escritor era un gran amigo del científico.

El 30 de julio de 1891, Tesla se convirtió en ciudadano de los Estados Unidos a la edad de 35 años. Instaló su laboratorio en la Quinta Avenida con 35 Sur, en la ciudad de Nueva York, en ese mismo año. Posteriormente lo trasladó a la calle Houston con 46 Este. En este lugar, mientras realizaba experimentos sobre resonancia mecánica con osciladores electromecánicos, generó resonancia en algunos edificios vecinos y, aunque debido a las frecuencias utilizadas no afectó al suyo, sí generó quejas ante la policía: como la velocidad del resonador creció, y siendo consciente del peligro, se vio obligado a terminar el experimento utilizando un martillo, justo en el momento en que llegaron los agentes.
También hizo funcionar lámparas eléctricas en dos lugares de Nueva York, proporcionando evidencia para el potencial de la trasmisión inalámbrica de energía.
Algunas de sus amistades más cercanas eran artistas. Se hizo amigo de Robert Underwood Johnson, editor del Century Magazine, quien adaptó algunos poemas serbios de Jovan Jovanović Zmaj (que Tesla tradujo). También en esta época, Tesla fue influido por la filosofía védica (es decir, la doctrina hinduista) según los preceptos de Swami Vivekananda; en tal medida que después de su exposición a estas enseñanzas, empezó a usar palabras en sánscrito para nombrar algunos de sus conceptos fundamentales referentes a la materia y la energía.
A los 36 años le fueron otorgadas las primeras patentes relacionadas con la alimentación polifásica y continuó con sus investigaciones sobre los principios del campo magnético rotativo. De 1892 a 1894 sirvió como vicepresidente del Instituto Americano de Ingenieros Eléctricos (American Institute of Electrical Engineers), el precursor, junto con el Institute of Radio Engineers, del actual IEEE. De 1893 a 1895 investigó la corriente alterna de alta frecuencia, generando una corriente alterna de un millón de voltios usando una bobina de Tesla cónica e investigó el efecto pelicular en conductores, diseñó circuitos LC, inventó una máquina para inducir el sueño, lámparas de descarga inalámbricas, y transmisión de energía electromagnética, construyendo el primer radiotransmisor. En San Luis, Misuri, hizo una demostración sobre radiocomunicación en 1893.
En la Exposición Mundial Colombina de Chicago de 1893, hubo por primera vez un edificio dedicado a exposiciones eléctricas. En este evento Tesla y George Westinghouse presentaron a los visitantes la alimentación mediante corriente alterna que fue usada para iluminar la exposición. Además se exhibieron las lámparas fluorescentes y bombillas de Tesla de un solo nodo.
También explicó los principios del campo magnético rotativo y del motor de inducción, demostrando cómo mantener verticalmente un huevo de cobre mediante su dispositivo conocido como "Huevo de Colón de Tesla".
Desarrolló el llamado generador de Tesla en 1895, en conjunto con sus inventos sobre la licuefacción del aire. Sabía, por los descubrimientos de Kelvin, que el aire en estado de licuefacción absorbía más calor del requerido teóricamente, cuando retornaba a su estado gaseoso y era usado para mover algún dispositivo. Justo antes de finalizar su trabajo y patentar cualquier aplicación, se produjo un incendio en su laboratorio, que destruyó todo su equipo, modelos e invenciones. Poco después, Carl von Linde, en Alemania, presentó una patente de la aplicación de este mismo proceso.

### Bobina Tesla
En el verano de 1889, Tesla viajó a la Exposición Universal en París, donde se enteró de los experimentos de Heinrich Rudolf Hertz (realizados en 1886-1888) que demostraron la existencia de radiación electromagnética, incluidas las ondas de radio. Encontró este nuevo descubrimiento "refrescante" y decidió explorarlo más a fondo. Al repetir, y luego expandir, estos experimentos, intentó alimentar una bobina de Ruhmkorff con un alternador de alta velocidad, que había estado desarrollando como parte de un sistema de lámpara de arco mejorado, pero descubrió que la corriente de alta frecuencia sobrecalentaba el núcleo de hierro y fundía el aislamiento entre los devanados principales y secundarios en la bobina. Para solucionar este problema, se le ocurrió su bobina de Tesla con un espacio de aire en lugar de material aislante entre los devanados primarios y secundarios, y un núcleo de hierro que se podía mover a diferentes posiciones dentro o fuera de la bobina.

### Iluminación inalámbrica

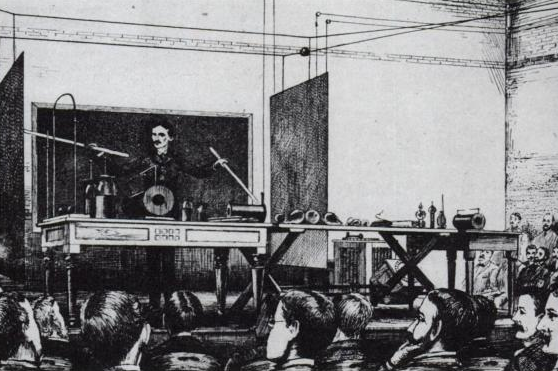
Tesla demostrando la iluminación inalámbrica mediante "inducción electrostática" durante una conferencia en el Columbia College, mediante dos largos tubos Geissler (similares a tubos de neón) en sus manos (1891)

Después de 1890, Tesla experimentó con la transmisión de potencia mediante acoplamiento inductivo y capacitivo, utilizando altos voltajes de corriente alterna generados con su bobina Tesla. Intentó desarrollar un sistema de iluminación inalámbrico basado en acoplamiento inductivo y capacitivo, y realizó una serie de demostraciones públicas donde encendió tubos de Geissler e incluso bombillas incandescentes en un escenario. Pasó la mayor parte de la década trabajando en variaciones de esta nueva forma de iluminación con la ayuda de varios inversores, pero ninguna de las empresas logró sacar un producto comercial de sus hallazgos.
En 1893, en St. Louis, Misuri, ante el Instituto Franklin de Filadelfia (Pensilvania) y ante la National Electric Light Association, Tesla dijo a los espectadores que estaba seguro de que un sistema como el suyo podría finalmente conducir "señales inteligibles o incluso energía eléctrica a cualquier distancia sin el uso de cables" al conducirlas a través de la Tierra. Pensaba que solo era cuestión de tiempo que el hombre pudiese adaptar las máquinas al engranaje de la naturaleza, declarando: «Antes de que pasen muchas generaciones, nuestras máquinas serán impulsadas por energía obtenida en cualquier punto del universo».

### Generador oscilador a vapor
Tratando de encontrar una forma mejor de generar corriente alterna, Tesla desarrolló un alternador accionado con vapor. Lo patentó en 1893 y lo presentó en la Exposición Mundial Colombina de Chicago de ese año. El vapor era forzado hacia el oscilador y se precipitaría a través de una serie de válvulas, empujando un pistón unido a una armadura hacia arriba y hacia abajo. La armadura magnética vibraba hacia arriba y hacia abajo a alta velocidad, produciendo un campo magnético alterno. Este campo inducía a su vez una corriente eléctrica alterna en las bobinas de alambre adyacentes. Eliminó las partes complicadas de una máquina/generadora de vapor, pero nunca se contempló como una solución de ingeniería factible para generar electricidad.

### Sistema polifásico y la Exposición de Chicago
A principios de 1893, el ingeniero Benjamin G. Lamme de Westinghouse había progresado mucho desarrollando una versión eficiente del motor de inducción de Tesla, y Westinghouse Electric comenzó a calificar su sistema bifásico completo como el "Sistema Tesla Polifase". Creían que las patentes de Tesla les daban la prioridad sobre otros sistemas de corriente alterna.
Westinghouse Electric le pidió a Tesla que participara en el Exposición Mundial Colombina de Chicago de 1893, donde la compañía tenía un gran espacio en un edificio dedicado a exhibiciones eléctricas. Westinghouse Electric ganó la licitación para iluminar la Exposición con corriente alterna y fue un evento clave en la historia de esta forma de electricidad, ya que la compañía demostró al público estadounidense la seguridad, fiabilidad y eficiencia de un sistema de corriente alterna completamente integrado. Tesla mostró una serie de efectos eléctricos relacionados con la corriente alterna, así como su sistema de iluminación inalámbrico, utilizando una demostración que había realizado anteriormente en toda América y Europa; incluyendo el uso de alto voltaje, y una corriente alterna de alta frecuencia para encender un lámpara de descarga inalámbricamente.
Un observador anotó:

Dentro de la sala se suspendieron dos placas de goma dura cubiertas con papel de aluminio. Estaban a unos quince pies de distancia, y servían como terminales de los cables que salían de los transformadores. Cuando se encendía la corriente, las lámparas o tubos, que no tenían cables conectados a ellos, sino que estaban sobre una mesa entre las placas suspendidas, o que podían sostenerse en la mano en casi cualquier parte de la habitación, se iluminaban. Estos fueron los mismos experimentos y el mismo aparato mostrado por Tesla en Londres unos dos años antes, "donde produjeron tanta maravilla y asombro".

Tesla también explicó los principios del campo magnético rotativo en un motor de inducción al demostrar cómo hacer que un huevo de cobre se coloque de punta, usando un dispositivo que él construyó conocido como el Huevo de Colón, e introdujo su nuevo generador de corriente alterna con un oscilador alimentado a vapor.

### Consultoría en Niágara
En 1893, Edward Dean Adams, que encabezaba la compañía que explotaría el salto hidroeléctrico adyacente a las Cataratas del Niágara, solicitó la opinión de Tesla sobre qué sistema sería mejor para transmitir la energía generada en las cataratas. Durante varios años, hubo una serie de propuestas y concursos abiertos sobre la mejor manera de usar la energía generada por las cataratas. Entre los sistemas propuestos por varias empresas de EE. UU. y Europa se encontraban las corrientes alternas bifásicas y trifásicas, las corrientes continuas de alta tensión y sistemas de aire comprimido. Adams se dirigió a Tesla para obtener información sobre el estado actual de todos los sistemas de la competencia, y Tesla le aconsejó que un sistema de dos fases sería el más fiable, y que había un sistema de Westinghouse para encender bombillas incandescentes usando corriente alterna de dos fases. La compañía adjudicó un contrato a Westinghouse Electric para construir un sistema de generación de corriente alterna de dos fases en las Cataratas del Niágara, basado en el asesoramiento de Tesla y la demostración de Westinghouse en la Exposición Colombina de que podrían construir un sistema de corriente alterna completo. Al mismo tiempo, se otorgó un contrato adicional a General Electric para construir el sistema de distribución de la corriente generada.
Algunas personas creen falsamente que en las cataratas del Niágara se construyó la primera central hidroeléctrica gracias a los desarrollos de Tesla en 1893, consiguiendo en 1896 transmitir electricidad a la ciudad de Búfalo (Nueva York). Las primeras centrales hidroeléctricas se desarrollaron primero en Europa en 1878-1885. Tras 1885 Westinghouse contrató, entre otros, a William Stanley, Oliver B. Shallenberger y Benjamin Lamme, para construir sistemas de potencia de corriente alterna en todo EE. UU. Tesla no se unió a Westinghouse hasta 1888.

### La Compañía Nikola Tesla
En 1895, Edward Dean Adams, impresionado con lo que vio cuando recorrió el laboratorio de Tesla, aceptó ayudar a fundar la empresa Nikola Tesla, creada para financiar, desarrollar y comercializar una variedad de patentes e invenciones anteriores de Tesla, así como otras nuevas. Alfred Brown firmó, trayendo patentes desarrolladas bajo Peck and Brown. El consejo de la empresa se completó con William Birch Rankine y Charles F. Coaney. Encontraron pocos inversores, dado que a mediados de la década de 1890 se vivía un momento difícil desde el punto de vista financiero, y las patentes inalámbricas de iluminación y osciladores que se establecieron en el mercado nunca se materializaron. La compañía manejaría las patentes de Tesla en las décadas siguientes.

### Incendio del laboratorio
En la madrugada del 13 de marzo de 1895, el edificio de la Quinta Avenida Sur que albergaba el laboratorio de Tesla se incendió. El fuego comenzó en el sótano del inmueble y fue tan intenso que el laboratorio de Tesla situado en el cuarto piso se quemó y colapsó en el segundo piso. El incendio no solo retrasó los proyectos en curso de Tesla, sino que también destruyó una colección de notas tempranas y material de investigación, modelos y piezas de demostración, incluidas muchas que habían sido expuestas en la Exposición Colombina de 1893. Tesla dijo al The New York Times: "Estoy demasiado apenado para hablar. ¿Qué puedo decir?" Después del incendio, Tesla se mudó al 46-48 de East Houston Street y reconstruyó su laboratorio en los pisos 6 y 7.

### Experimentos con rayos X

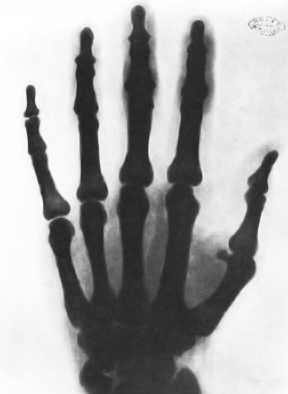
Radiografía de una mano tomada por Tesla.

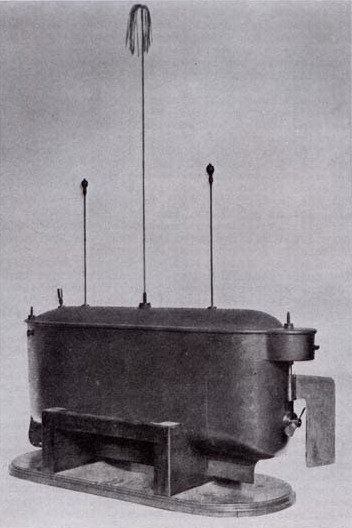
En 1898, Tesla hizo una demostración de un barco controlado por radio que esperaba vender como un torpedo guiado a las marinas de todo el mundo.

En 1894, Tesla empezó a investigar los que después se llamaron rayos X. En el incendio de su laboratorio en 1895 se perdió todo su trabajo, según afirmó el propio Tesla. Mientras tanto, en noviembre de ese mismo año, el científico alemán Wilhelm Röntgen concluía su extensa y sistemática investigación de los rayos X, publicando sus conclusiones en 1895. La primera publicación de Tesla sobre los "rayos de Rontgen" data de 1895.
Según el propio Tesla narra, usó su propio tubo de vacío (similar a su patente Patente USPTO n.º 514170: «#514,170»). Este dispositivo difería de otros tubos de rayos X por el hecho de no tener electrodo receptor. El término moderno para el fenómeno producido por este artefacto es Bremsstrahlung (o radiación de frenado).
En sus primeras investigaciones Tesla diseñó algunos experimentos para producir rayos X. Afirmó que con estos circuitos, «el instrumento podrá generar rayos de Roentgen de mayor potencia que la obtenida con aparatos ordinarios».
También mencionó los peligros de trabajar con sus circuitos y con los rayos X producidos por sus dispositivos de un solo nodo. De muchas de sus notas en las investigaciones preliminares de este fenómeno, se deduce que atribuyó el daño de la piel a varias causas. Inicialmente creyó que el daño no podría ser causado por los rayos de Roentgen, sino por el ozono generado al contacto con la piel y en parte también al ácido nitroso. Pensaba que se trataba de ondas longitudinales, como las producidas por las ondas en plasmas.

### Radiocontrol remoto
En 1898, Tesla mostró en público un barco que controlaba usando un radiocontrol basado en un cohesor -que denominó "telautomaton"- durante una exposición eléctrica en el Madison Square Garden. La multitud que presenció la demostración hizo afirmaciones escandalosas sobre el funcionamiento del barco, tales como magia, telepatía o que estaba siendo pilotado por un mono entrenado oculto en su interior. Tesla intentó vender su idea al ejército de los EE. UU. como un tipo de torpedo controlado por radio, pero la marina mostró poco interés. El radiocontrol remoto siguió siendo una novedad hasta la Segunda Guerra Mundial, cuando varios países lo usaron en sus programas militares. Tesla aprovechó la oportunidad para demostrar aún más la "Teleautomática" en una conferencia pronunciada en una reunión del Club Comercial de Chicago, mientras viajaba a Colorado Springs, el 13 de mayo de 1899.

## Transmisión de energía eléctrica sin cables

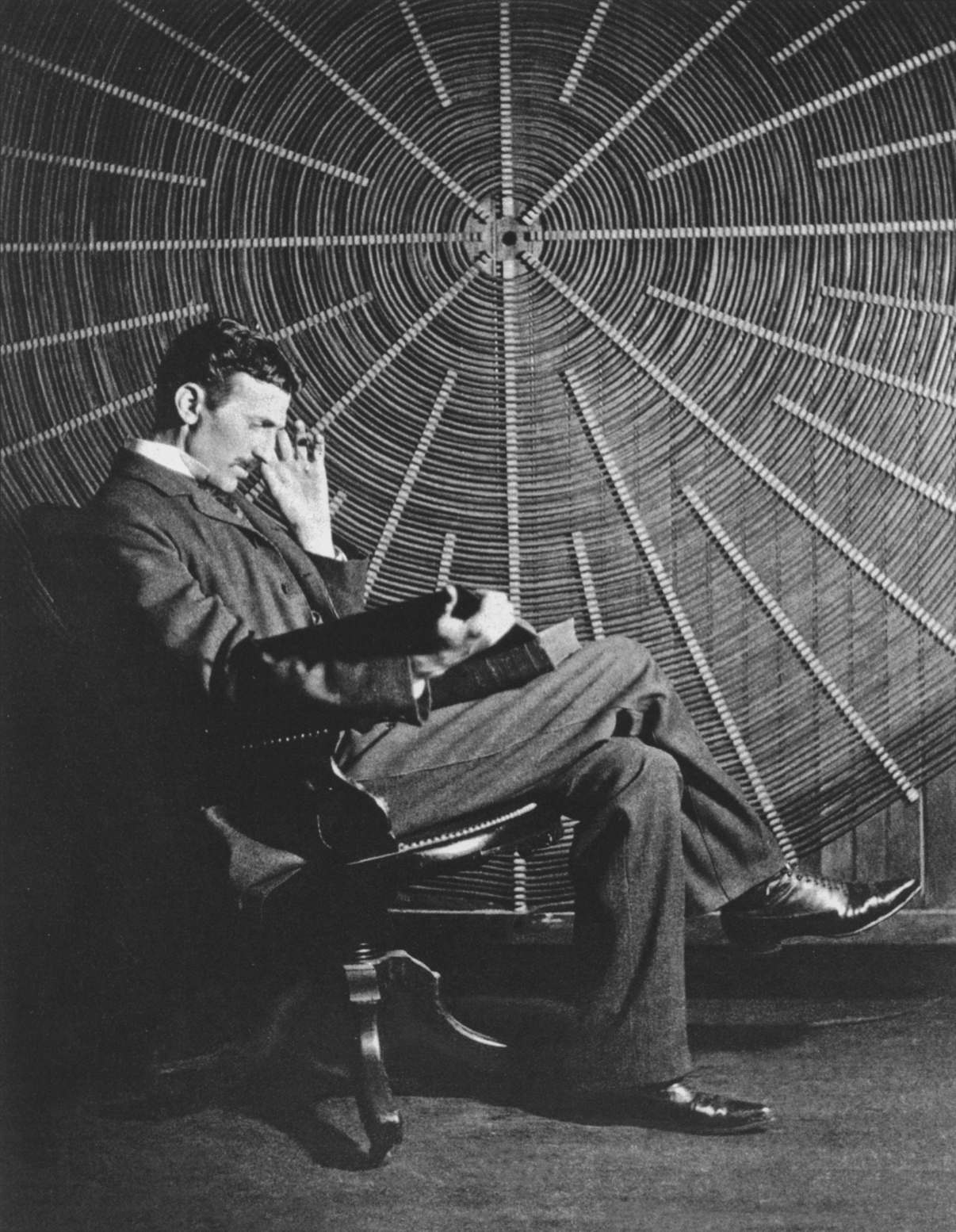
Nikola Tesla, con el libro de Ruđer Bošković Theoria Philosophiae Naturalis, frente a la espiral de la bobina de su transformador de alto voltaje en East Houston Street, Nueva York.

Desde la década de 1890 hasta 1906, Tesla invirtió gran parte de su tiempo y fortuna en una serie de proyectos para desarrollar la transmisión inalámbrica de energía. Fue una expansión de su idea de usar bobinas para transmitir la potencia que había estado demostrando en la iluminación inalámbrica. Vio este procedimiento no solo como una forma de transmitir grandes cantidades de energía en toda la Tierra, sino también, como había señalado en sus conferencias anteriores, una forma de transmitir comunicaciones en todo el mundo.
En el momento en que Tesla estaba formulando sus ideas, no había una forma factible de transmitir de forma inalámbrica señales de comunicación a largas distancias, y mucho menos grandes cantidades de energía. Había estudiado las ondas de radio desde el principio y llegó a la conclusión de que parte del estudio existente sobre ellas, realizado por Hertz, era incorrecto. Además, esta nueva forma de radiación era ampliamente considerada en ese momento como un fenómeno de corta distancia que parecía extinguirse en menos de una milla. Tesla notó que, incluso si las teorías sobre ondas de radio eran verdaderas, no tenían ningún valor para los propósitos previstos, ya que esta forma de "luz invisible" disminuiría a distancia como cualquier otra radiación y la haría viajar en línea recta hacia el espacio, "perdiéndose irremediablemente".
A mediados de la década de 1890, Tesla estaba trabajando en la idea de que podría conducir electricidad a larga distancia a través de la Tierra o la atmósfera, y comenzó a desarrollar experimentos para probar esta idea, incluyendo la instalación de un gran transformador de resonancia basado en una bobina de Tesla ubicado en su laboratorio de East Houston Street. Parece que tomó prestada la idea común en aquel momento de que la atmósfera de la Tierra era conductiva, y propuso un sistema compuesto por globos suspendidos, transmisores y receptores, electrodos en el aire por encima de 9000 m de altitud, donde pensó que la presión más baja le permitiría enviar altos voltajes (millones de voltios) a largas distancias.
Su «sistema mundial para la transmisión de energía eléctrica sin cables» basado en la conductividad eléctrica de la Tierra, funcionaría mediante la transmisión de energía por varios medios naturales y el uso subsiguiente de la corriente trasmitida entre los dos puntos para alimentar dispositivos eléctricos.
Tesla afirmó haber demostrado la transmisión inalámbrica de energía a principios de 1891. Sin embargo nunca pudo llevarla a la práctica de una forma eficiente.

### Colorado Springs

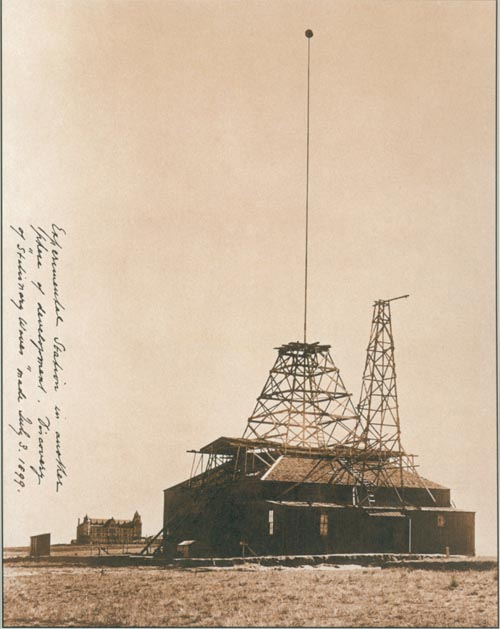
Laboratorio de Tesla en Colorado Springs

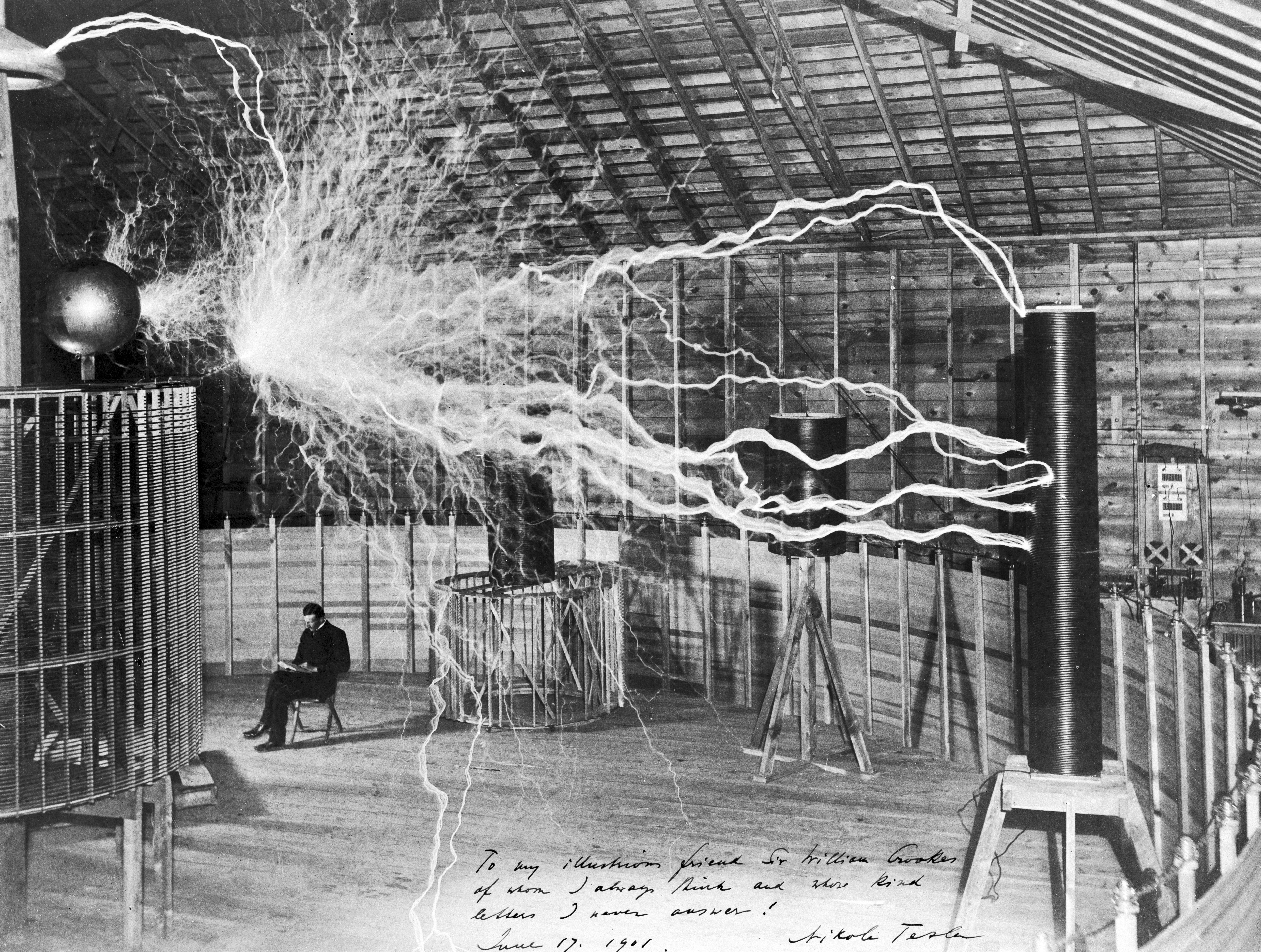
Nikola Tesla en su laboratorio en Colorado Springs hacia 1900.

En 1899, Tesla se traslada a un laboratorio en Colorado Springs, Estados Unidos, para iniciar sus experimentos con alta tensión y mediciones de campo eléctrico. Los objetivos trazados por Tesla en este laboratorio eran: desarrollar un transmisor de gran potencia, perfeccionar los medios para individualizar y aislar la potencia transmitida y determinar las leyes de propagación de las corrientes sobre la Tierra y su atmósfera. Durante los ocho meses que estuvo en Colorado Springs, Tesla escribió notas con una detallada descripción de sus investigaciones día a día. Allí dedicó la mitad de su tiempo a medir y probar su enorme bobina Tesla y otro tanto a desarrollar receptores de pequeñas señales y a medir la capacidad de una antena vertical. También realizó observaciones sobre bolas de fuego, que afirmaba haber producido. Un día, notó un comportamiento inusual de un instrumento que registraba tormentas, un cohesor rotativo. Se trataba de un instrumento que realizaba registros cuando una tormenta se aproximaba y se alejaba de su laboratorio. Concluyó que se trataba de la existencia de ondas estacionarias, que podían ser creadas por su oscilador. Con equipos sensibles pudo realizar mediciones de rayos que caían a gran distancia de su laboratorio, observando que las ondas de las descargas crecían hasta un pico y luego decrecían antes de repetir el ciclo total. Tesla sugirió que esto se debía al hecho de que la Tierra y la atmósfera poseían electricidad, lo que hacía que el planeta se comportara como un conductor de dimensiones ilimitadas, en el que era posible hacer transmisión de mensajes telegráficos sin hilos, y todavía más; transmitir potencia eléctrica a cualquier distancia terrestre, casi sin pérdidas, por medio de sus conocimientos de resonancia. Tesla había descubierto que podía producir un anillo alrededor de la Tierra como una campana, con descargas cada dos horas, y también que podía hacerlo resonar eléctricamente. Encontró que la resonancia del planeta era del orden de los 10 Hz, un valor realmente exacto para su época, ya que hoy en día se sabe que es de 8 Hz. Después de que descubriera cómo crear ondas eléctricas permanentes para transmitir potencia eléctrica alrededor del mundo, el científico alemán W. O. Schumann postuló que la Tierra conductiva y la ionosfera forman una guía de onda esférica, a través de la cual se pueden propagar ondas electromagnéticas de muy baja frecuencia (conocidas como ELF por sus siglas en inglés), generadas por la actividad de los rayos a escala mundial, con valores cercanos a los 8 Hz, fenómeno que se conoce como la resonancia Schumann. Tesla realizó trabajos mucho más avanzados que los otros pioneros de la transmisión sin hilos, Hertz y Marconi, quienes usaron altas frecuencias que no resonaban con la Tierra, a diferencia de las ondas de radio de altas longitudes de onda empleadas por Tesla, que tenían la ventaja de ser recibidas en sitios remotos de la Tierra, o en las profundidades del mar, para mantener la comunicación entre naves de superficie y submarinos.
En su laboratorio de Colorado Springs, observó señales inusuales que más tarde creyó podrían ser evidencia de comunicaciones de radio extraterrestre provenientes de Venus o Marte. Notó que eran señales repetitivas, pero con una naturaleza distinta a las observadas en tormentas y ruido terrestre. Tesla mencionó que sus invenciones podrían ser usadas para hablar con otros planetas. Y afirmó que inventó el "Teslascopio" para ese propósito. Actualmente se debate sobre el tipo de señales que Tesla pudo recibir, que podrían ser resultado de la radiación natural extraterrestre, aunque de todas formas, ha quedado para la historia de la ciencia como el precursor de la radioastronomía.
El 7 de enero de 1900, Tesla dejó Colorado Springs, no sin antes trasladarse durante ciertos períodos de tiempo a la localidad cercana de Cripple Creek, en donde realizaba experimentos colocando bombillas sobre el terreno y, comentaban asombrados sus vecinos, estas se encendían solas. El laboratorio fue demolido y su contenido vendido para pagar las deudas. El conjunto de los experimentos allí preparados por Tesla para el establecimiento de la transmisión de telecomunicaciones inalámbricas trasatlánticas fue conocido como Wardenclyffe.
Se dice que Nikola Tesla no hacía planos, sino que lo memorizaba todo.

Algunos de sus estudios nadie podía descifrarlos debido a su enorme capacidad inductiva. Para la mayoría de sus proyectos ideaba los documentos de cabeza, le bastaba con tener la imagen de dicho objeto sin saber cómo funcionaba, simplemente lo elaboraba sin saber que podía suponer un gran avance para la humanidad. Fue un lector minucioso de la teoría física de Ruđer Bošković.
En fechas reciente se difundió una sentencia del Tribunal Supremo de EE. UU. que supuestamente reconocía que la radio era invención de Tesla y no de Marconi. La sentencia no es eso lo que dice, de hecho no trata sobre la invención de la radio y el propio Tesla no creía en que la radio tuviese gran alcance.
Se especula que ideó un sistema de transmisión de electricidad inalámbrico, de tal suerte que la energía podría ser llevada de un lugar a otro mediante ondas de naturaleza no hertzianas. Dicho sistema se basaría en la capacidad de la ionosfera para conducir electricidad, la potencia se transmitiría a una frecuencia de 6 Hz con una enorme torre llamada Wardenclyffe Tower, para valerse de la resonancia Schumann como medio de transporte.
Hoy en día se sabe que esta frecuencia es de 7,83 Hz y no de 6 , aunque realmente varía desde 7,83 Hz a 12 Hz, según la actividad solar y el estado de la ionosfera. Si bien se ha creído que el fracaso del proyecto se dio por problemas financieros, otras versiones aseguran que en realidad las ideas de Tesla para la torre (planeaba utilizar la Tierra como conductora de la electricidad a todo el globo) no funcionaron y que volvió a pedirle dinero a Morgan, pero este, decepcionado ante los resultados, se negó. Algunos expertos de la actualidad han intentado estudiar cómo se suponía que funcionara la Torre Wardenclyffe, pero generalmente terminan con más preguntas que respuestas.[cita requerida] No está del todo claro qué método pretendía utilizar Tesla para transmitir electricidad y muchos creen que tal vez ni siquiera él mismo lo tenía definido.

### Wardenclyffe

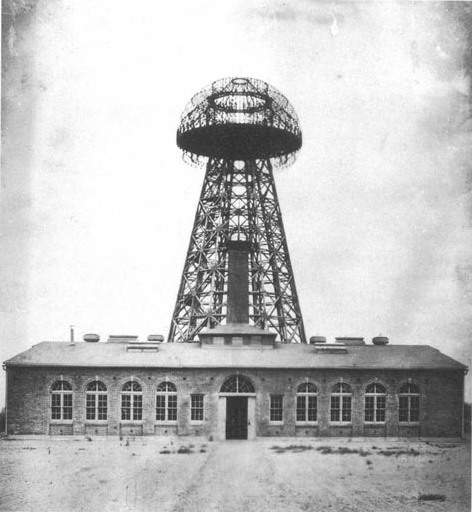
La planta Wardenclyffe de Tesla en Long Island en 1904. Desde esta instalación, esperaba demostrar la transmisión inalámbrica de energía eléctrica a través del Atlántico.

Tesla recorrió Nueva York tratando de encontrar inversores para lo que pensó que sería un sistema viable de transmisión inalámbrica, invitándolos a cenar en el Palm Garden del Waldorf Astoria (el hotel donde vivía en ese momento), The Players Club y el restaurante Delmonico. En marzo de 1901, obtuvo 150.000 dólares (equivalentes a unos 4,4 millones de dólares de 2018) de J. P. Morgan a cambio de una participación del 51 % sobre cualquier patente inalámbrica generada, y comenzó a planear la instalación de la Torre Wardenclyffe para ser construida en Shoreham (Nueva York), unos 160 km al este de la ciudad, en la costa norte de Long Island.
En julio de 1901, había expandido sus planes para construir un transmisor más potente para pasar por delante del sistema de radio de Marconi, que Tesla pensó que era una copia de su propio sistema. Se acercó a Morgan para pedirle más dinero y poder construir el sistema más grande, pero Morgan se negó a proporcionar más fondos.
En diciembre de 1901, Marconi transmitió con éxito la letra S de Inglaterra a Newfoundland, derrotando a Tesla en la carrera por ser el primero en completar dicha transmisión. Un mes después del éxito de Marconi, Tesla intentó hacer que Morgan respaldara un plan aún más grande para transmitir mensajes y energía mediante el control de "vibraciones en todo el mundo". Durante los cinco años siguientes, Tesla escribió más de 50 cartas a Morgan, implorando y exigiendo fondos adicionales para completar la construcción de Wardenclyffe. Continuó el proyecto durante otros nueve meses en 1902. La torre se erigió en su totalidad, hasta alcanzar los 57 m de altura. En junio de 1902, trasladó sus operaciones desde el laboratorio de Houston Street a Wardenclyffe.
Los inversores de Wall Street estaban poniendo su dinero en el sistema de Marconi, y algunos medios de prensa comenzaron a volverse contra el proyecto de Tesla, alegando que era un engaño. El proyecto se detuvo en 1905, y en 1906, los problemas financieros y otros eventos pudieron llevar a Tesla a sufrir un ataque de nervios. Tuvo que hipotecar la propiedad Wardenclyffe para cubrir sus deudas en el Waldorf Astoria, que finalmente ascendieron a 20 000 dólares (aproximadamente medio millón de dólares de 2018). Perdió la propiedad por ejecución hipotecaria en 1915, y en 1917, la Torre fue demolida por el nuevo propietario para hacer del suelo un activo inmobiliario más viable.

## Años posteriores
Después de que Wardenclyffe cerró, Tesla continuó escribiendo a Morgan. Tras la muerte de "el gran hombre", escribió al hijo de Morgan, Jack, tratando de obtener más fondos para el proyecto. En 1906, abrió oficinas en el 165 de Broadway en Manhattan, tratando de recaudar más fondos desarrollando y comercializando sus patentes. Más adelante pasó a tener oficinas en la Metropolitan Life Tower de 1910 a 1914; a estar alquilado durante unos meses en el Woolworth Building (de donde tuvo que mudarse porque no podía pagar el alquiler); y finalmente a las oficinas de 8 West 40th Street, donde permaneció de 1915 a 1925. Cuando se mudó a esta última oficina, estaba en bancarrota: la mayoría de sus patentes se habían agotado y estaba teniendo problemas con los nuevos inventos que trataba de desarrollar.

### Turbina sin álabes

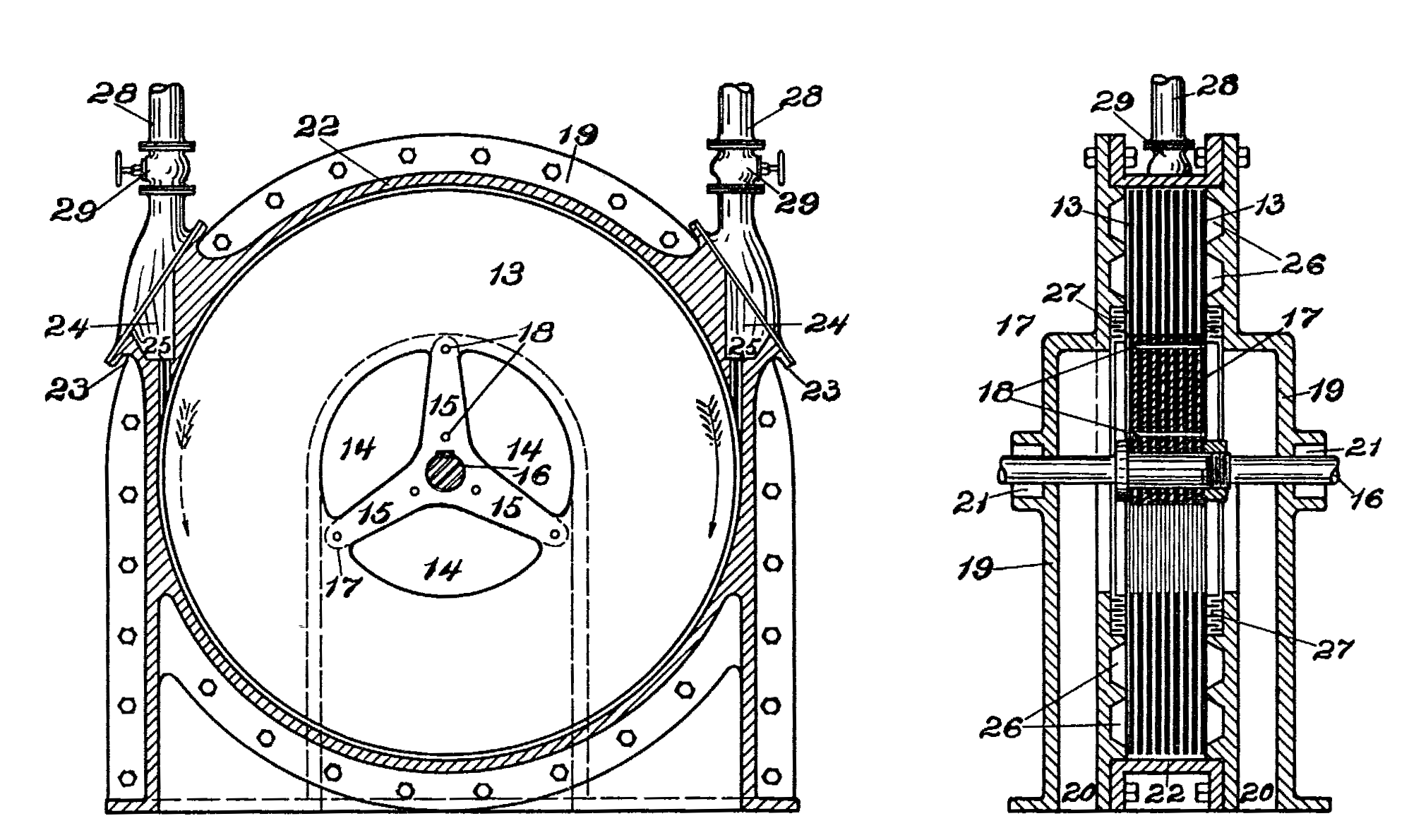
Diseño de la turbina sin álabes de Tesla

En su 50 cumpleaños, en 1906, Tesla demostró una turbina sin álabes de 200 CV de potencia y capaz de girar a 16.000 rpm. Entre 1910 y 1911 se probaron varios de sus motores de turbina sin paletas (de entre 100 y 5000 CV) en la Central eléctrica de Waterside de Nueva York. Colaboró en este desarrollo con varias compañías, incluyendo el período 1919-1922 trabajando con la Allis-Chalmers en Milwaukee. Pasó la mayor parte de su tiempo tratando de perfeccionar la turbina Tesla con Hans Dahlstrand, el ingeniero jefe de la empresa, pero las dificultades de ingeniería hicieron que nunca se convirtiera en un dispositivo práctico. Tesla licenció la idea a una empresa de instrumentos de precisión y encontró uso en forma de exactos velocímetros y de otros instrumentos.

### Demandas acerca de sistemas inalámbricos
Cuando estalló la Primera Guerra Mundial, los británicos interceptaron el cable telegráfico transatlántico que unía los EE. UU. con Alemania para controlar el flujo de información entre los dos países. También trataron de cortar la comunicación inalámbrica alemana desde y hacia los Estados Unidos, haciendo que la empresa estadounidense Marconi demandase a la compañía de radio alemana Telefunken por infracción de patente. Telefunken convocó a los físicos Jonathan Zenneck y Carl Ferdinand Braun para su defensa, y contrató a Tesla como testigo durante dos años por 1000 dólares al mes. El caso se estancó y luego quedó sin efecto cuando los EE. UU. entraron en guerra contra Alemania en 1917.
En 1915, Tesla intentó demandar a la Compañía Marconi por infringir sus patentes de sintonización inalámbrica. La patente de radio inicial de Marconi había sido adjudicada en los EE. UU. en 1897, pero su solicitud de patente de 1900, que cubría mejoras a la transmisión de radio, había sido rechazada varias veces antes de su aprobación final en 1904, con base en que infringía otras patentes existentes, incluidas dos patentes de ajuste inalámbrico de Tesla de 1897. El caso de 1915 de Tesla quedó en nada, pero en un caso relacionado, donde la compañía Marconi intentó demandar al gobierno de EE. UU. por infracciones de patentes durante la Primera Guerra Mundial, una decisión de la Corte Suprema de los Estados Unidos de 1943 restauró las patentes anteriores de Oliver Joseph Lodge, John Stone , mencionando a Tesla solo como un antecedente indicando que su trabajo estaba directamente relacionado con las demandas en cuestión. El tribunal declaró que su decisión no tenía relación con la reclamación de Marconi como el primero en lograr la transmisión de radio, solo que dado que la demanda de Marconi sobre ciertas mejoras patentadas era cuestionable, la compañía no podía reclamar una infracción sobre esas mismas patentes.

### Rumores sobre el Premio Nobel
El 6 de noviembre de 1915, un informe de la agencia de noticias Reuters de Londres le otorgó el Premio Nobel de Física de 1915 a Thomas Edison y a Nikola Tesla; sin embargo, el 15 de noviembre, un despacho de Reuters desde Estocolmo declaró que el premio de ese año estaba siendo otorgado a Sir William Henry Bragg y a su hijo William Lawrence Bragg "por sus servicios en el análisis de la estructura cristalina por medio de rayos X". Hubo rumores infundados en aquel momento de que tanto Tesla como Edison habían rechazado el premio. La Fundación Nobel señaló que: "Cualquier rumor de que una persona no ha recibido un Premio Nobel porque ha hecho conocer su intención de rechazar la recompensa es ridículo"; un destinatario podría rechazar un Premio Nobel solo después de que se le anuncie como ganador.
Ha habido afirmaciones posteriores de los biógrafos de Tesla de que Edison y Tesla fueron los destinatarios originales y que ninguno recibió el premio debido a su animosidad entre ellos; que cada uno trató de minimizar los logros y el derecho a ganar el premio del otro; que ambos rechazaron aceptar el premio si el otro lo recibía primero; que ambos rechazaron cualquier posibilidad de compartirlo; e incluso que un acaudalado Edison se negó a que Tesla recibiera el premio en metálico de 20 000 dólares.
En los años posteriores a estos rumores, ni Tesla ni Edison ganaron el premio (aunque Edison recibió una de las 38 posibles candidaturas en 1915 y Tesla recibió una de las 38 candidaturas posibles en 1937).

### Otras ideas

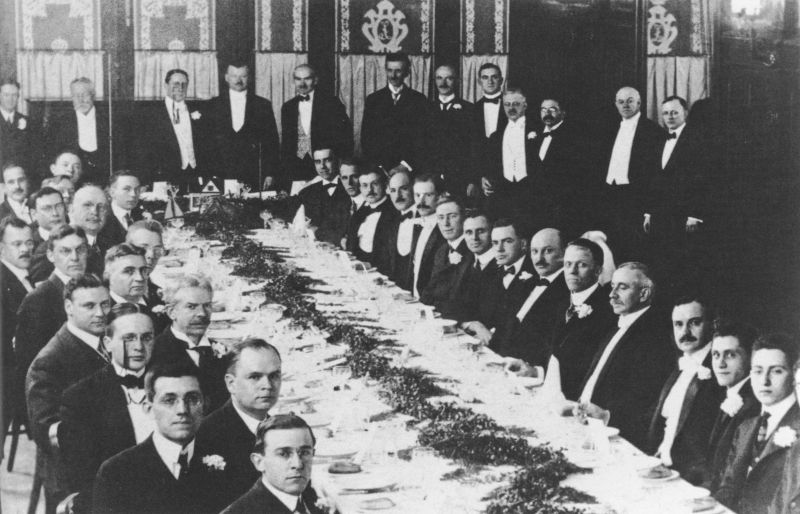
Banquete de la segunda reunión del Instituto de Ingenieros de Radio (23 de abril de 1915). Tesla aparece de pie en el centro.

- Tesla intentó comercializar varios dispositivos basados en la producción de ozono, para lo que fundó la Tesla Ozone Company, que vendía un dispositivo patentado en 1896 basado en su bobina Tesla, utilizado para burbujear el ozono a través de diferentes tipos de aceites con el fin de fabricar un gel terapéutico.[162] También trató de desarrollar una variación de este proceso unos años más tarde, como sistema desinfectante para locales hospitalarios.[163]

- Teorizó que la aplicación de electricidad al cerebro mejoraba la inteligencia. En 1912, elaboró "un plan para iluminar a los estudiantes aburridos saturándolos inconscientemente con electricidad", cableando las paredes de un aula y "saturando [el aula] con ondas eléctricas infinitesimales que vibran a alta frecuencia. El Sr. Tesla afirma que se convierte en un estimulante y saludable "baño electromagnético".[164] El plan fue, al menos provisionalmente, aprobado por el entonces superintendente de las escuelas de la ciudad de Nueva York, William H. Maxwell.[164]

- En la edición de agosto de 1917 de la revista  Electrical Experimenter , Tesla postuló que la electricidad podría usarse para localizar submarinos usando el reflejo de un "rayo eléctrico" de "elevada frecuencia", con la señal vista en una pantalla fluorescente (un sistema que se ha observado que tiene un parecido superficial con el radar moderno).[165] Tesla estaba equivocado en su suposición de que las ondas de radio de alta frecuencia penetrarían en el agua.[166] Émile Girardeau, quien ayudó a desarrollar el primer sistema de radar de Francia en la década de 1930, afirmaba que la especulación general de Tesla de que se necesitaría una señal de alta frecuencia muy fuerte era correcta. Girardeau manifestó que "(Tesla) estaba profetizando o soñando, ya que no tenía medios para llevarlos a cabo, pero uno debe agregar que si estaba soñando, al menos estaba soñando correctamente".[167]

- En 1928, recibió la Patente USPTO n.º 1,655,114, para un biplano capaz de despegar verticalmente (un avión VTOL), que tras ser "inclinado gradualmente a través de la manipulación de dispositivos elevadores" una vez que había despegado, era capaz de volar como un avión convencional.[168] Pensó que el avión se vendería por menos de 1000 dólares,[169] aunque fue calificada como una aeronave poco práctica.[170] Esta sería su última patente, cerrando a continuación su última oficina en 350 Madison Ave., a la que se había mudado dos años antes.

## Muerte

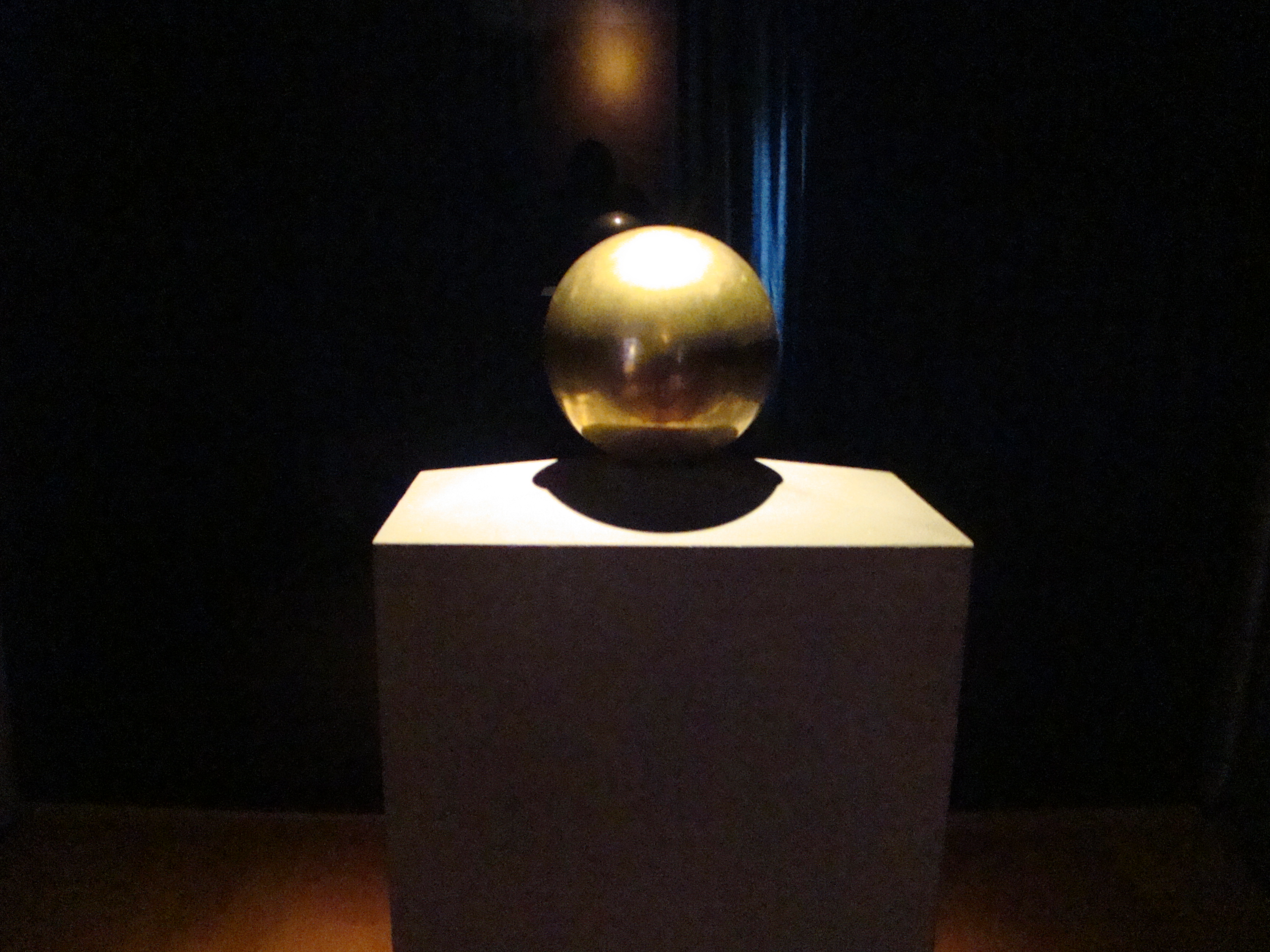
Urna dorada con las cenizas de Tesla, en su objeto geométrico favorito, una esfera (Museo Nikola Tesla, Belgrado).

El 7 de enero de 1943, a la edad de 86 años, Tesla murió solo en la habitación 3327 del Wyndham New Yorker Hotel. Su cuerpo fue encontrado por una doncella que entró en la habitación de Tesla, ignorando el cartel de "no molestar" que el propio Tesla había colocado en su puerta dos días antes. Un médico forense examinó el cuerpo y dictaminó que la causa de la muerte había sido una trombosis coronaria.
Dos días después, el FBI ordenó que la Custodia de Propiedades Extranjeras se apropiara de las pertenencias del difunto, aunque Tesla era ciudadano estadounidense. John G. Trump, profesor del M.I.T. y un conocido ingeniero eléctrico que prestaba servicios como ayudante técnico del National Defense Research Committee, fue llamado para analizar los artículos de Tesla, que estaban en custodia. Después de una investigación de tres días, el informe de Trump concluyó que no había nada que pudiera constituir un riesgo en manos hostiles, concluyendo que:

Los pensamientos y esfuerzos [de Tesla] durante al menos los últimos 15 años fueron principalmente de carácter especulativo, filosófico y algo promocionales, a menudo relacionados con la producción y transmisión inalámbrica de energía; pero no incluyó principios o métodos nuevos, sólidos y viables para realizar tales cometidos.

En una caja que supuestamente contenía una parte del "rayo de la muerte" de Tesla, Trump encontró una caja de décadas (una sencilla caja conmutadora de resistencias eléctricas) de 45 años de antigüedad.
El 10 de enero de 1943, el alcalde de la ciudad de Nueva York, Fiorello La Guardia, leyó en directo un panegírico escrito por el autor esloveno Louis Adamic en la emisora de radio WNYC, mientras que las piezas de violín "Ave María" y la canción popular serbia "Tamo daleko" se escuchaban en segundo plano. El 12 de enero, dos mil personas asistieron a un funeral de estado en la Catedral de San Juan el Divino. Después del funeral, el cuerpo de Tesla fue llevado al cementerio Ferncliff en Ardsley, Nueva York, donde fue incinerado. Al día siguiente, un segundo servicio fue conducido por destacados sacerdotes en la capilla de la Trinidad (hoy catedral serbia ortodoxa de San Java) en la ciudad de Nueva York.

### Posesiones
En 1952, la insistencia del sobrino de Tesla, Sava Kosanović, consiguió que todas las propiedades de Tesla fueran enviadas a Belgrado en 80 baúles marcados con las letras NT. En 1957, la secretaria de Kosanović, Charlotte Muzar, transportó las cenizas de Tesla de Estados Unidos a Belgrado. Las cenizas se muestran en una esfera dorada sobre un pedestal de mármol en el Museo Nikola Tesla.

## Personalidad

### Modo de vida
Desde 1900 vivía en el Hotel Waldorf Astoria de Nueva York, acumulando una gran factura. En 1922, se trasladó al Hotel St. Regis, y seguiría un patrón a partir de entonces de mudarse a un nuevo hotel cada pocos años, dejando cuentas impagadas.
Paseaba hasta un parque todos los días para alimentar a las palomas. Se dedicó a alimentarlas desde la ventana de la habitación de su hotel, atrayendo a los pichones heridos para curarlos. Afirmaba que era visitado diariamente por una paloma blanca que había recogido cuando estaba herida. Se gastó más de 2000 dólares, incluyendo la construcción de un dispositivo que sostuvo al animal cómodamente para que sus huesos pudieran sanar, curando sus alas y patas rotas. Tesla declaró:

He estado alimentando palomas, miles de ellas durante años. Pero había una, un pájaro hermoso, de color blanco puro con puntas gris claro en sus alas; ese era diferente. Era una hembra. Solo tenía que desear llamarla y ella venía volando hacia mí. Me encantaba esa paloma como un hombre ama a una mujer, y ella me amaba. Mientras la tuve, hubo un propósito en mi vida.

Las facturas impagadas de Tesla y las quejas sobre el desastre de su alimentación a las palomas lo obligaron a abandonar el St. Regis en 1923, el Hotel Pennsylvania en 1930 y el Hotel Governor Clinton en 1934. En un momento dado, también ocupó habitaciones en el edificio JPMorgan Chase Tower de Nueva York.
En 1934, se mudó al Hotel Wyndham New Yorker, y la Westinghouse Electric & Manufacturing Company comenzó a pagarle 125 dólares por mes, además de abonar su alquiler, gastos que la compañía pagaría durante el resto de la vida de Tesla. El relato de cómo se llegó a esta situación varían. Distintas fuentes dicen que Westinghouse estaba preocupado (o había sido advertido) por la posible mala publicidad en torno a las condiciones empobrecidas bajo las cuales vivía su ex inventor estrella. El pago ha sido descrito como una "tarifa de consultoría" para evitar la aversión de Tesla a aceptar caridad, o como algún tipo de compensación no especificada.

### Conferencias de prensa de cumpleaños

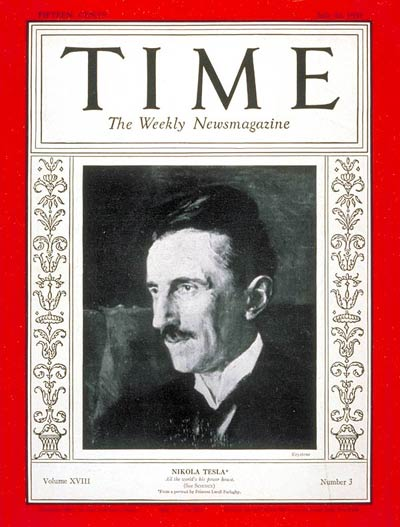
Tesla en la portada del Time magazine conmemorativa de su 75 cumpleaños.

En 1931, Kenneth Swezey, un joven escritor que había estado asociado con Tesla por un tiempo, organizó una celebración para el 75.º cumpleaños del inventor. Tesla recibió cartas de felicitación de más de 70 pioneros de la ciencia y la ingeniería, incluido Albert Einstein, y también apareció en la portada de Time magazine. La leyenda de la portada "Todo el mundo es su central eléctrica" destacó su contribución a la generación de energía eléctrica. La fiesta fue tan celebrada, que Tesla la convirtió en un evento anual, una ocasión en la que sacaba una gran cantidad de comida y bebida (con platos de su propia creación) e invitaba a la prensa a ver sus inventos y escuchar historias sobre hazañas pasadas, opiniones sobre eventos actuales, o algunas veces anuncios extraños o desconcertantes.

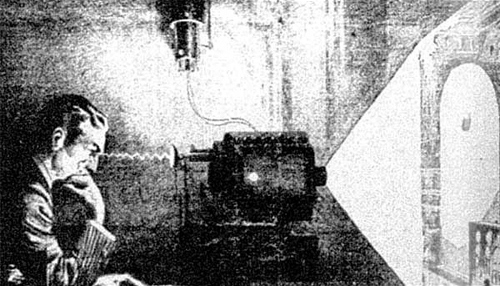
Representación en un periódico de la cámara de pensamiento que Tesla describió en su fiesta de cumpleaños de 1933.

Con ocasión de su cumpleaños en 1932, Tesla afirmó que había inventado un motor que funcionaría gracias a la radiación cósmica. En 1933, a la edad de 77 años, dijo a los periodistas que, después de treinta y cinco años de trabajo, estaba a punto de producir pruebas de una nueva forma de energía. Afirmó que era una teoría de la energía que estaba "violentamente opuesta" a la física de Einstein, y podría ser aprovechada con un aparato que sería barato de ejecutar y duraría 500 años. También dijo a los periodistas que estaba trabajando en una forma de transmitir longitudes de onda de radio privadas individualizadas, investigando en avances de metalurgia y desarrollando una forma de fotografiar la retina para registrar el pensamiento.
En la fiesta de 1934, Tesla dijo a los periodistas que había diseñado una superarma que, según él, terminaría con todas las guerras. La llamaría "teleforce", pero usualmente se la mencionaba como su rayo de la muerte. La describió como un arma defensiva que se pondría en la frontera de un país para ser utilizada contra el ataque de la infantería o de aeronaves. Tesla nunca reveló durante su vida los planes detallados de cómo el arma podía funcionar, pero en 1984, salieron a la luz en el archivo del Museo Nikola Tesla de Belgrado. El tratado, titulado "El nuevo arte de proyectar energía concentrada no dispersiva a través de los medios naturales", describe un tubo de vacío abierto en un lado con un sellado de gas que permite que las partículas salgan, un método para cargar lingotes de tungsteno o de mercurio a millones de voltios, y dirigir la corriente resultante mediante repulsión electrostática. Tesla intentó interesar al Departamento de Defensa de los Estados Unidos, el Reino Unido, la Unión Soviética y Yugoslavia en el dispositivo.
En 1935, en su 79 fiesta de cumpleaños, Tesla cubrió muchos temas. Afirmó haber descubierto el rayo cósmico en 1896 e inventó una forma de producir corriente directa por inducción, y realizó muchas afirmaciones sobre su oscilador mecánico. Describiendo el dispositivo (que esperaba que le haría ganar 100 millones de dólares en dos años), dijo a los periodistas que una versión de su oscilador había causado un terremoto en su laboratorio de 46 East Houston Street y en las calles vecinas en el centro de la ciudad de Nueva York en 1898. Siguió diciendo a los periodistas que su oscilador podría destruir el Empire State Building con 5 libras de presión de aire. También explicó una nueva técnica que desarrolló usando sus osciladores, que llamó "telegeodinámica", utilizándola para transmitir vibraciones al suelo que, según afirmó, funcionarían a cualquier distancia para ser utilizadas para la comunicación o para localizar depósitos minerales subterráneos.

### Costumbres
Tesla trabajaba todos los días desde las 9:00 a. m. hasta las 6:00 p. m. o más tarde, con una cena exactamente a las 8:10 p. m., en el restaurante Delmonico's y más adelante en el Waldorf Astoria. Pedía su cena por teléfono al maitre, quien también debía ser el único que la sirviera. "La comida debía estar lista a las ocho en punto ... Cenaba solo, excepto en las raras ocasiones en que daba una cena a un grupo para cumplir con sus obligaciones sociales. A continuación, Tesla reanudaba su trabajo, a menudo hasta las 3:00 a.m."
Para hacer ejercicio, caminaba entre 13 y 16 km cada día. Todas las noches flexionaba los dedos de sus pies cien veces, afirmando que estimulaba sus células cerebrales.
En una entrevista con el editor de periódicos Arthur Brisbane, dijo que no creía en la telepatía, y comentó que: "Supongamos que pienso en asesinarte", dijo, "en un segundo lo sabrías. ¿No es maravilloso? ¿Por qué proceso realizaría la mente todo esto?" En la misma entrevista, afirmó que creía que todas las leyes fundamentales podrían reducirse a una.
Tesla se hizo vegetariano en sus últimos años, viviendo de alimentarse tan solo de leche, pan, miel y jugos de vegetales.

### Apariencia

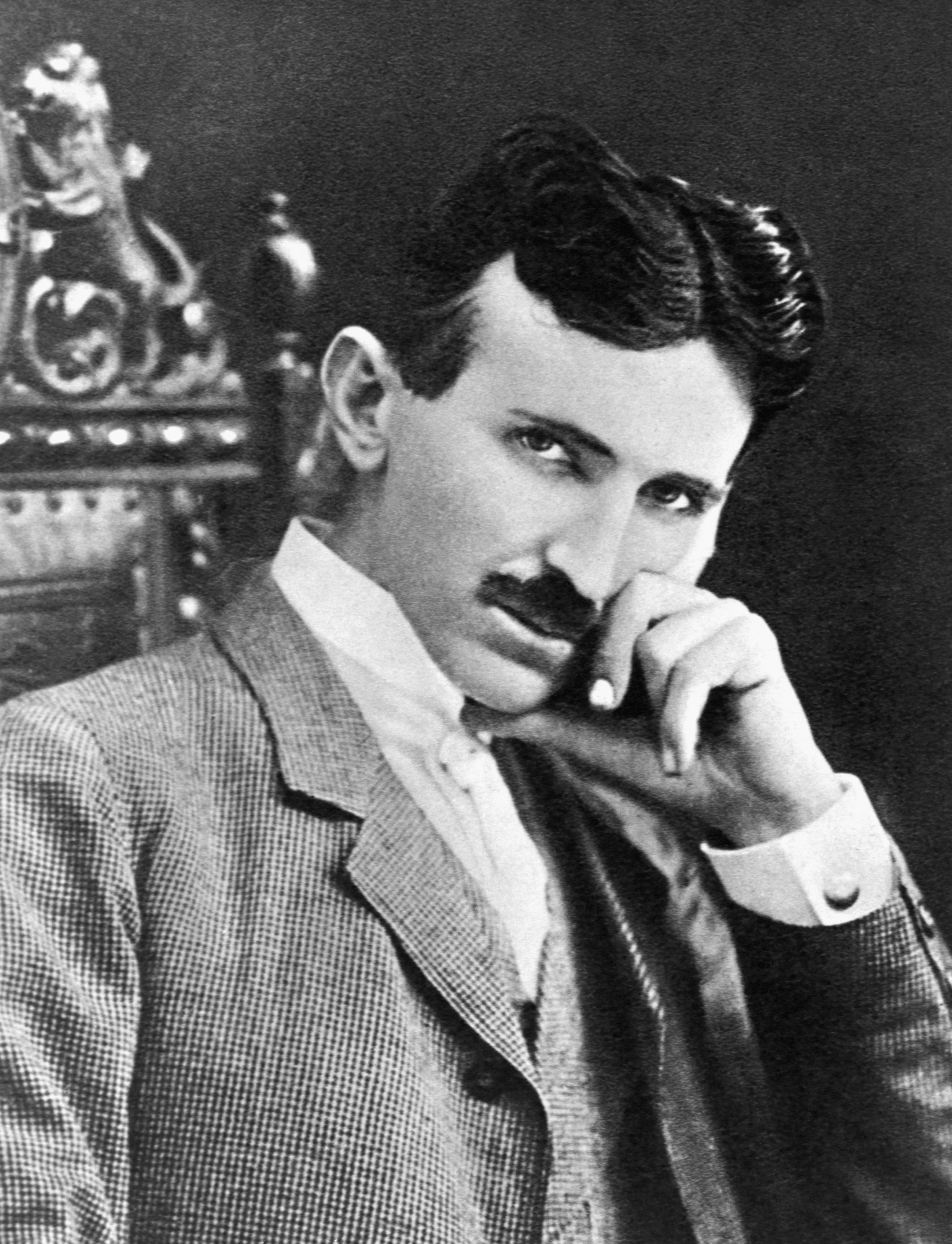
Nikola Tesla, hacia 1896.

Tesla medía 1,88 m de altura y pesaba 64 kg, con casi ninguna variación de peso desde 1888 hasta alrededor de 1926. Su aspecto fue descrito por el editor periodístico Arthur Brisbane como "casi el hombre más alto, casi el más delgado y sin duda, el más serio que va a Delmonico regularmente". Era una figura elegante y estilizada en la ciudad de Nueva York, meticuloso en su aseo y vestimenta, y ordenado en sus actividades cotidianas, un aspecto que mantuvo para promover sus relaciones comerciales. También se ha dicho que tenía los ojos claros, "manos muy grandes" y "enormes pulgares".

### Memoria eidética
Tesla leyó muchas obras, memorizó libros completos y supuestamente tenía una memoria eidética. Era polígloto, dominando ocho idiomas: serbocroata, checo, inglés, francés, alemán, húngaro, italiano y latín. En su autobiografía relató que experimentaba ciertos momentos concretos de inspiración. Durante sus primeros años, padeció repetidamente episodios en los que estuvo enfermo. Sufría una aflicción peculiar, consistente en que destellos cegadores de luz aparecían ante sus ojos, a menudo acompañados de visiones. A menudo, las visiones estaban relacionadas con una palabra o una idea que podría haber encontrado; en otras ocasiones le proporcionarían la solución a un problema particular que se había planteado. Con solo escuchar el nombre de un elemento, podría visualizarlo con detalles realistas. Tesla visualizaría una invención en su mente con extrema precisión, incluidas todas sus dimensiones, antes de pasar a la etapa de construcción, una técnica a veces conocida como dibujo mental. Por lo general, no hacía dibujos a mano, sino que trabajaba de memoria. Desde su infancia, tuvo frecuentes ráfagas de recuerdos relativas a eventos que habían sucedido previamente en su vida.

### Hábitos de sueño
Tesla afirmó que nunca dormía más de dos horas por noche. Sin embargo, admitió haber estado "dormitando" de vez en cuando "para recargar sus baterías". Durante su segundo año de estudio en Graz, desarrolló una afición apasionada por competir al billar, al ajedrez y a las cartas, a veces pasando más de 48 horas seguidas en una mesa de juego. En una ocasión trabajó durante 84 horas sin descanso en su laboratorio. Kenneth Swezey, un periodista del que Tesla se hizo amigo, confirmó que el inventor rara vez dormía. Swezey recordaba una madrugada, cuando Tesla lo llamó a las 3 a. m.: "Estaba durmiendo en mi habitación como un muerto ... De repente, el timbre del teléfono me despertó ... [Tesla] habló animadamente, con pausas, [como solía hacer] ... solucionó un problema, comparó una teoría con otra, lo comentó, y cuando sintió que había llegado a la solución, de repente colgó el teléfono."

### Relaciones personales
Tesla nunca se casó, explicando que su castidad fue muy útil para sus capacidades científicas. Una vez dijo que en su juventud sentía que nunca podría ser lo suficientemente digno para una mujer, considerando a las mujeres superiores en todos los sentidos. Su opinión se vio influida en los últimos años cuando contempló cómo las mujeres estaban tratando de superar a los hombres y hacerse más dominantes. Esta "nueva mujer" suscitó mucha indignación por parte de Tesla, que sentía que las mujeres estaban perdiendo su feminidad al tratar de alcanzar el poder, perdiendo lo que la hacía superior a un hombre. En una entrevista con el Galveston Daily News del 10 de agosto de 1924, declaró: "En lugar de la suave voz de mi adoración reverente, ha llegado la mujer que piensa que su principal éxito en la vida reside en hacerse a sí misma tanto como sea posible, adoptando la vestimenta, la voz y las acciones del hombre, en los deportes y en logros de todo tipo ... La tendencia de las mujeres a apartar al hombre, suplantar el antiguo espíritu de cooperación con él en todos los asuntos de la vida, es muy decepcionante para mí". Aunque le dijo a un periodista en años posteriores que a veces sentía el no haberse casado, y que había hecho un sacrificio demasiado grande por su trabajo. Eligió prescindir de perseguir o de entablar ninguna relación conocida, encontrando todo el estímulo que necesitaba en su trabajo.
Tesla era asocial y propenso a aislarse con su trabajo. Sin embargo, cuando se involucró en la vida social, muchas personas hablaron muy positivamente y con admiración de él. Robert Underwood Johnson lo describió como poseedor de una "distinguida dulzura, sinceridad, modestia, refinamiento, generosidad y fuerza". Su secretaria, Dorothy Skerrit, escribió: "Su sonrisa genial y su nobleza siempre denotaron las características caballerescas que estaban tan arraigadas en su alma". El amigo de Tesla, Julian Hawthorne, dejó escrito que: "Rara vez uno conoce a un científico o a un ingeniero que también sea un poeta, un filósofo, un conocedor de la música refinada, un lingüista y un entendido degustador de la comida y la bebida".
Era un buen amigo de F. Marion Crawford, Robert Underwood Johnson, Stanford White, Fritz Lowenstein, George Scherff y Kenneth Swezey.
Siendo ya un hombre maduro, se hizo amigo íntimo de Mark Twain; pasaron mucho tiempo juntos en su laboratorio y en otros lugares. Twain describió notablemente la invención del motor asíncrono de Tesla como "la patente más valiosa desde el teléfono". A finales de la década de 1920, se hizo amigo de George Sylvester Viereck, poeta, escritor, místico y posteriormente, propagandista del nazismo. De vez en cuando, asistía a cenas organizadas por Viereck y su esposa.
A veces, Tesla podía ser duro y expresar su disgusto por las personas con sobrepeso, como cuando despidió a una secretaria por su peso. Rápidamente criticaba la indumentaria de sus empleados; y en varias ocasiones, ordenó a un subordinado que se fuera a casa y cambiara su vestimenta.
Relación con Edison
Tesla había sido empleado de la Compañía Edison entre 1883 y 1885, primero en París y a continuación en Nueva York. Conocía personalmente al propio Edison, pero su prometedora carrera en la empresa se vio truncada porque no recibió el salario que pensaba que se le había prometido. Sintiéndose engañado, comenzó a trabajar por su cuenta.
Tres años después, en 1888, Tesla había pasado a colaborar con Westinghouse, y en 1893 inició en Chicago sus demostraciones públicas para evidenciar la superioridad de la corriente alterna sobre la corriente continua de Edison, entablándose entonces lo que se conoce como la "guerra de las corrientes".
Edison trató de combatir la teoría de Tesla mediante una campaña para fomentar ante el público el peligro que corrían al utilizar la corriente alterna. El ingeniero Harold P. Brown, que había iniciado una cruzada contra los peligros de la corriente alterna, fue financiado por Edison para investigar la electrocución, contribuyendo al desarrollo de la silla eléctrica y consiguiendo por medios subrepticios que fuera alimentada con corriente alterna.
Respecto a su rival, Edison llegó a decir que: "Tesla es un sujeto que siempre está a punto de hacer algo", en una despectiva alusión a las habituales y altisonantes declaraciones a la prensa de su competidor. Por su parte, Tesla llegó a criticar abiertamente el desaliñado modo de vida de Edison, afirmando que: "Tal era su desidia que, de no haber contraído matrimonio con una mujer de sobresaliente inteligencia, que puso todo su empeño en sacarlo a flote, habría muerto hace muchos años".
Cuando Thomas Alva Edison murió, en 1931, Tesla aportó la única opinión negativa a The New York Times, enterrando bajo un denso manto la vida de Edison:

No tenía ninguna afición, no se preocupaba por ningún tipo de diversión y vivía en un absoluto desprecio de las más elementales normas de higiene ... Su método era ineficiente en extremo, ya que se tenía que cubrir un campo inmenso para obtener cualquier cosa, a menos que interviniera la casualidad ciega y, al principio, casi fui un triste testigo de sus actos, sabiendo que solo un poco de teoría y cálculo le habrían ahorrado el 90 por ciento del trabajo. Pero tenía un verdadero desprecio por el aprendizaje de libros y el conocimiento matemático, confiando por completo en su instinto de inventor y en su sentido práctico estadounidense.

### Creencias

#### Sobre la física experimental y teórica
No estuvo de acuerdo con la teoría de que los átomos se componen de partículas subatómicas más pequeñas, indicando que no existía un electrón que creara una carga eléctrica. Creía que si existían electrones, eran un cuarto estado de la materia o "subátomo" que solo podía existir en un vacío experimental y que no tenían nada que ver con la electricidad. Opinaba que los átomos son inmutables: no podían cambiar de estado o dividirse de ninguna manera. Creía en el concepto dominante en el siglo XIX de un «éter» omnipresente que transmitía la energía eléctrica.
Generalmente era antagónico con las teorías sobre la conversión de la materia en energía. También criticaba la teoría de la relatividad de Einstein, diciendo:

Sostengo que el espacio no puede ser curvo, por la simple razón de que no puede tener propiedades. También podría decirse que Dios tiene propiedades. Él no las tiene, sino solo atributos y estos son de nuestra propia creación. De las propiedades solo podemos hablar cuando tratamos con la materia que llena el espacio. Decir que en presencia de cuerpos grandes el espacio se curva es equivalente a afirmar que algo puede actuar sobre la nada. Yo, por mi parte, me niego a suscribir tal punto de vista.

Afirmó haber desarrollado su propio principio físico con respecto a la materia y la energía, en el que comenzó a trabajar en 1892, y en 1937, a los 81 años, afirmó en una carta que había completado una "teoría dinámica de la gravedad" que [haría] poner fin a las especulaciones ociosas y a las concepciones falsas, como la del espacio curvo. Señaló que la teoría estaba resuelta en todos los detalles y que esperaba poder dársela pronto al mundo. Esta elucidación de su teoría nunca ha sido encontrada en sus escritos.

#### Sobre la sociedad

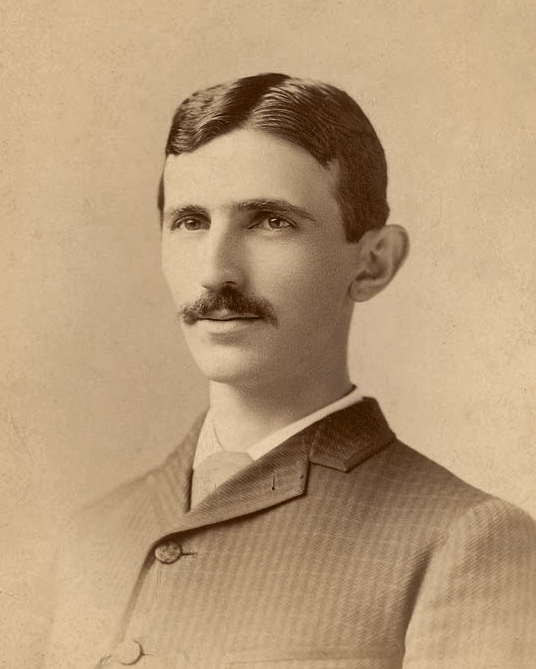
Tesla hacia 1885.

Además de sus dotes como científico tecnológico, Tesla es ampliamente considerado por sus biógrafos desde el punto de vista filosófico como un humanista. Esto no impidió que, como muchas otras personas notables de su época, se convirtiera en un defensor de una versión de selección artificial impuesta en forma de eugenesia.
Expresó la creencia de que la "piedad" humana había interferido con el "funcionamiento despiadado de la naturaleza". Aunque su argumentación no dependía del concepto de una "raza elegida" o la superioridad inherente de una persona sobre otra, abogó por la eugenesia. En una entrevista de 1937, declaró:

... el nuevo sentido de compasión del hombre comenzó a interferir con el funcionamiento despiadado de la naturaleza. El único método compatible con nuestras nociones de civilización y de raza es evitar la reproducción de los no aptos por esterilización y la orientación deliberada del instinto de apareamiento  ...La tendencia de la opinión entre los eugenistas es que debemos hacer el matrimonio más difícil. Ciertamente, a nadie que no sea un padre deseable se le debe permitir tener descendencia. Dentro de un siglo ya no se le ocurrirá a una persona normal emparejarse con una persona eugenésicamente no apta, y le parecerá tan impropio como casarse con un delincuente habitual.

En 1926, Tesla hizo un comentario sobre los males de la sumisión social de las mujeres y de su lucha para obtener la igualdad de género, e indicó que el futuro de la humanidad estaría a cargo de "abejas reinas". Pensaba que las mujeres se convertirían en el sexo dominante en el futuro.
Hizo predicciones sobre temas relevantes en el entorno inmediato a la Primera Guerra Mundial, en un artículo titulado "Ciencia y Descubrimiento son las grandes Fuerzas que conducirán a la Consumación de la Guerra" (20 de diciembre de 1914). Pensaba que la Sociedad de las Naciones no era el remedio adecuado para los problemas de su tiempo.

#### Sobre la religión
Tesla fue educado en la religión ortodoxa. Durante su vida adulta no se consideró a sí mismo como un "creyente en el sentido ortodoxo", oponiéndose al fanatismo religioso, y opinaba que "el budismo y el cristianismo son las religiones más grandes tanto al número de creyentes como en importancia". También dijo que "Para mí, el universo es simplemente una gran máquina que nunca comenzó a existir y nunca terminará" y "lo que llamamos 'alma' o 'espíritu' no es más que la suma de los funcionamientos del cuerpo. Cuando este funcionamiento cesa, el 'alma' o el 'espíritu' también cesa".
En su artículo, "El problema de incrementar la energía humana", publicado en 1900, Tesla escribió:

"Durante años, la idea de que cada uno de nosotros es solamente una parte del todo ha sido proclamada en las consumadamente sabias enseñanzas de la religión, probablemente no solo como significado de asegurar paz y armonía entre los hombres, sino como una verdad hondamente fundada. El budista expresa esto de una manera, el cristiano de otra, pero ambos dicen lo mismo: Todos somos uno".
Tesla

## Inventos y descubrimientos destacables
Entre los más destacables inventos y descubrimientos que han llegado al conocimiento del público en general, se pueden destacar:
- Transferencia inalámbrica de energía eléctrica[132] mediante ondas electromagnéticas. Posteriormente intentó desarrollar un sistema para enviar energía eléctrica sin cables a largas distancias y quiso implementarlo en el proyecto de la torre de Wardenclyffe que tenía el fin de establecer un sistema mundial de comunicaciones y que terminó en fracaso porque antes de que pudiera acabar el proyecto, su inversor, el banquero J. P. Morgan, dejó de financiar las investigaciones de Tesla debido a su inviabilidad financiera, además de que Guillermo Marconi logró realizar transmisiones de señales de radio a través del Atlántico en primer lugar, haciendo perder el interés de Morgan por el proyecto.[248][132] Se conservan algunas películas de la torre.
- Generador de corriente alterna.[249]
- Bombilla sin filamento o lámpara fluorescente.[250]
- Dispositivos de electroterapia o diagnóstico, especialmente un generador de rayos X de un solo electrodo. También hay un registro de patente de un generador de ozono.[109][132]
- Turbina sin paletas, operada por la fricción del fluido.[132]
- Bobina de Tesla: entregaba en la salida una energía de alto voltaje y alta frecuencia.
- Principios teóricos del radar.
- Teslascopio.
- Control remoto.[132]
- Bujía para encendido de motores de explosión.[251]
- Aviones STOL.[132]
- Estudios sobre Rayos X.
- Radiogoniómetro.[252]
- Telegeodinámica eléctrica

Para un listado más amplio de Patentes ver Anexo:Patentes de Tesla

## Premios y reconocimientos

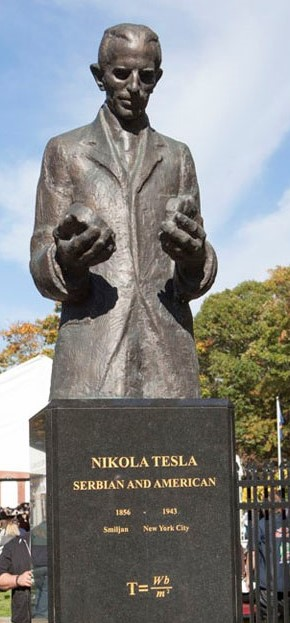
Monumento de Nikola Tesla en Nueva York.

- A pesar de que el premio Nobel de física fue otorgado a Marconi por la invención de la radio en 1909, la prensa publicó que Edison y Tesla compartirían el premio Nobel en 1915. Edison trató de minimizar los logros de Tesla y se negó a recibir el premio en caso de que fuera compartido. Algunas fuentes afirmaron que debido a la envidia de Edison ninguno lo ganó, a pesar de sus grandes contribuciones a la ciencia.[253][254] Antes, se decía que Tesla podía ser nominado para el premio Nobel de 1912. La nominación se debía posiblemente a sus circuitos sintonizados usando transformadores resonantes de alta tensión y alta frecuencia. La investigación histórica posterior demostró que en esa época el nombre de Tesla no fue considerado para el premio Nobel, aunque alguna prensa sí que habló de ello.[255]
- Tesla solo fue premiado con la medalla Edison, la máxima distinción otorgada por la IEEE.
- La unidad utilizada en el Sistema Internacional para medir la inducción magnética se llama tesla en su memoria.
- El cráter lunar Tesla lleva este nombre en su memoria.[256]
- El planeta menor (2244) Tesla también conmemora su nombre.[257]
- El aeropuerto de Belgrado lleva el nombre Aeropuerto Belgrado Nikola Tesla.[258]
- La empresa de fabricación de automóviles eléctricos, fundada por Martin Eberhard y Marc Tarpenning en 2003, lleva como nombre "Tesla Motors". Actualmente se llama Tesla, Inc.
- Una estatua en honor a Tesla fue colocada en Nueva York en 2013. El presidente serbio Tomislav Nikolic, asistió a la ceremonia de inauguración.[259]
- Premio Tesla de divulgación. El premio de divulgación que entrega la mayor plataforma de divulgación científica en habla hispana lleva su nombre.[260]
- El Banco Nacional de Serbia estableció el billete de 100 dinares con el retrato de Nikola Tesla.[261]
- Desde 2022 aparece en las monedas De 10, 20 y 50 céntimos de euro de Croacia.

## Apariciones en los medios

### Cine
- En la película The Prestige (2006), dirigida por Christopher Nolan, aparece Nikola Tesla, interpretado por David Bowie.

### Literatura
- En el libro El diario de Tita de Laura Esquivel, Tita comenta que John Brown conoció a Tesla "su admirado científico" en la feria de Chicago.
- En el libro Código Secreto de (escritor) Waldo L. Parra, en el último capítulo, aparece una escena donde se reúnen en el hotel Waldorf Astoria de Nueva York, el magnate chileno-francés Federcio Santa María y Nikola Tesla, a quien le entrega el famoso grimorio "El Lemgeton" Clavícula Salomonis" por ser la única persona en el mundo que podría descifrar el código secreto que está en su interior.

### Filmografía sobre su vida
- Tesla (2015), del director Sidney Reed.[262]
- Tesla, documental (2014) de la directora Sharon Doyle.[263]
- El motor de Tesla (2014), del director Mark Oliver.[264]
- El Visionario (2005), del director Joel Shapiro.[265]
- El maestro del rayo (2000), del director Robert Uth.[266]
- Tesla, película televisiva (1993), del director Slavoljub Stefanovic[267]
- El Secreto de Nicola Tesla (1980), del director Kristo Papić.
- The Prestige (2006), del director Christopher Nolan.[268]
- Tesla (2020), del director Michael Almereyda,[269] biopic sobre el científico, protagonizado por Ethan Hawke. Fue presentado en el Festival Sundance de cine independiente.
- Nikola Tesla's Night of Terror (2020), episodio de Doctor Who, interpretado por Goran Višnjić.[270]

### Anime
- Tesla aparece como uno de los 13 representantes de la humanidad en Shuumatsu no Valkyrie, peleando en la octava ronda en contra de Belcebú.

### Videojuegos
- Nikola Tesla ayuda a la Orden y al protagonista de The Order: 1886 creando sus armas y tecnología.[271]